# Apollo–16
Az Apollo–16 az Apollo-program embert szállító tizedik missziója, az ötödik küldetés, amely landolt a Holdon. Eredetileg ez lett volna az első holdjárót is alkalmazó repülés, ám a program újratervezését követően az Apollo–15 lett az első, amely alkalmazta az új eszközt, az Apollo–16 pedig hátrébb lépett egyet a sorban és csak a második olyan lett, amely a Roverrel felszerelve indult a Holdra. Az űrhajósok végül 71 óra 2 perc 12 másodpercet töltöttek a Hold felszínén, amelyből 20 óra 14 perc 14 másodpercet tett ki a holdsétával, kinn a felszínen töltött idő.
A repülés előtt széleskörű vita folyt arról, hová küldjék a hátralevő két küldetést (az eredeti tervek 10 leszállásról szóltak, amelyek a törölt küldetésekkel és az Apollo–13 kudarcával az Apollo–16 startja előtt még 6 lehetséges célpontot mutattak, mint hátralevő leszállóhely, ebből kellett a két legígéretesebbet kiválasztani). A hat jelölt végül kettőre, a Descartes térség Cayley formációjára, és az Alphonsinus kráterre szűkült. Az elemzők a két térség Lunar Orbiter fotóinak tanulmányozása után úgy látták, hogy a Descartes néhány vulkáni eredetű képződményt rejteget, amelyek a Hold mint égitest késői geológiai aktivitására utalhatnak. A vulkáni működés megtalálása fontos tudományos eredmény lett volna, ezért végül a repülést ennek a felfedezésére szánták és a Descartes térséget választották leszállóhelyül az Apollo–16 számára.
A repülésre John Young parancsnokot – az immár veterán űrhajóst, aki ezzel a repüléssel utolérte a rekorder Jim Lovellt a maga két Gemini és immár két holdrepülésével –, Thomas Mattingly parancsnokiegység-pilótát és Charles Duke holdkomppilótát jelölte Deke Slayton.
A startra 1972. április 16-án került sor Cape Canaveralről. Az Apollo—16 rendben pályára állt, majd a holdirányú gyújtás és a holdkomp kihúzása is rendben zajlott. A repülés a Hold körüli keringés során azonban veszélybe került. Közvetlenül azután, hogy a holdkomp levált és elkezdte volna a süllyedést a Hold felett a leszálláshoz, Mattingly egy kitérő manőverbe kormányozta volna a CSM-et, ám a főhajtómű tartalék irányítórendszere hibát jelzett. Ekkor leállították a leszállást, várakozásra kárhoztatva a holdkomp utasait, és az irányítás nekilátott a helyzet elemzéséhez. A rendszerutasítások szerint ilyen hiba esetén nem lehetett leszállni és haza kellett volna indulnia a legénységnek. Közel hat óra telt el várakozással, míg az irányítás azt a döntést hozta, hogy vállalják a kockázatot és a legénység próbálja meg a leszállást.
A késve elvégzett leszállás miatt egy kissé megrövidített holdfelszíni tevékenységre készülődhetett az Apollo–16 legénysége. Összesen három holdséta szerepelt a tervben. Ebből az első kiszállás alkalmával az űrhajósok – a holdjáró és az eszközök rövid kipakolását követően – felállították az ALSEP tudományos műszercsomagot, majd a holdjáróval egy rövid felfedezőutat tettek. A második holdsétán elhajtottak a legtávolabbra, a környék hegyvonulataihoz, a Stone Mountain lejtőjére, majd vissza. Már ezen a felfedezőúton is nyilvánvalóvá vált, hogy az elemzők által vélt vulkáni működés nyomai nem találhatóak, helyette a Hold ősi, a keletkezés óta szinte változatlan felföldjeinek egyikén állnak. A harmadik holdsétára kellett a kutatási programot lerövidíteni, hogy a leszálláskori várakozás miatt elfecsérelt készletek hatását ellensúlyozzák. Ezen a holdsétán a környék egyik legnagyobb képződményéhez, a North Ray kráterhez látogattak el az űrhajósok és további bizonyítékokat gyűjtöttek az eredeti vulkáni teória ellen és a helyette kiderült ősi felföldes tények mellett.
A tudományos program sikeres végrehajtását követően az Orion holdkomp rendben elstartolt a holdfelszínről, majd – egy rövid pihenési periódust követően – a hajtómű lehetséges hibája miatt az irányítás haladéktalanul hazarendelte az Apollo–16-ot, elvetve a további, keringésből végzett megfigyelések lehetőségét, egyedül a magukkal vitt kis szubszatellitet állították pályára. A repülés végén – eseménytelen hazautat követően – 11 nap 1 óra 51 perc 5 másodperc repülést követően az Apollo–16 Kiribati szigete mellett a Csendes-óceánon szállt le, ahol az USS Ticonderoga hordozó emelte ki a tengerből.

## Személyzet
| Beosztás                 | Űrhajós                        | Űrhajós                        |
| ------------------------ | ------------------------------ | ------------------------------ |
| Parancsnok               | John Young (6) űrrepülés       | John Young (6) űrrepülés       |
| Parancsnokiegység-pilóta | Thomas Mattingly (1) űrrepülés | Thomas Mattingly (1) űrrepülés |
| Holdkomppilóta           | Charlie Duke (1) űrrepülés     | Charlie Duke (1) űrrepülés     |

### Tartalék személyzet
| Beosztás                 | Űrhajós                          | Űrhajós                          |
| ------------------------ | -------------------------------- | -------------------------------- |
| Parancsnok               | Fred Haise (1) űrrepülés         | Fred Haise (1) űrrepülés         |
| Parancsnokiegység-pilóta | Stuart Allen Roosa (1) űrrepülés | Stuart Allen Roosa (1) űrrepülés |
| Holdkomppilóta           | Edgar Mitchell (1) űrrepülés     | Edgar Mitchell (1) űrrepülés     |

### Kapcsolattartó személyzet
- Anthony Wayne England[2]
- Donald Peterson [3]
- Henry Warren Hartsfield [4]
- Robert Franklyn Overmyer [5]

(2) Zárójelben a sikeres űrrepülések száma személyenként, beleértve ezt a missziót is.

## Előzmények

### A program kezdeti szakasza
Az egész Apollo-program egy tanulási és fejlődési folyamatként is leírható, az egyes küldetések sikere adta a stafétabotot az eggyel magasabb fejlettségi szintet jelentó repüléshez. Így volt ez különösen a program elején. A rengeteg előkészítő, ember nélküli, automata repülés után az első próbálkozás az Apollo–1 repülése lett volna, ám ez váratlan tragédiába torkollott: a kapkodó, slendrián munkával előállított űrhajó és a rosszul megválasztott tiszta oxigén atmoszféra miatt tűz ütött ki, megölve Gus Grissomot, Ed White-ot és Roger Chaffee-t. A baleset kivizsgálása után a program újraindulását jelentő Apollo–7 repülésen aztán sikerrel próbálták ki a program egyik sarokkövének számító holdűrhajót, az Apollo parancsnoki és műszaki egységet (CSM).
Ezt követően felpörögtek az események. A CIA hírszerzési adatai szerint a szovjeteknek esélye volt megnyerni a Holdért folyó versenyt, ezért a NASA mindent megtett, hogy a nagy presztízsértékű repüléseket előrébb hozza. Ilyen volt a Hold elsőkénti megkerülése. Az Apollo–8 1968 karácsonyán, mindjárt a program második, ember vezette repülésén erre vállalkozott, Frank Borman, Jim Lovell és Bill Anders lehettek az első emberek, akik a szomszéd égitest megkerülésekor saját szemükkel láthatták a Hold mindig elforduló túloldalát. A világsiker után ismét rutinszerűbb, próba jellegű repülés következett, az Apollo–9, amely a vadonatúj holdkompot próbálta ki és bizonyította a koncepció életképességét. Az Apollo–10 ismét a Holdhoz indult, hogy a holdra szállás elképzelésének minden technikai mozaikját összeillessze és kipróbálja a holdra szállást, de még tényleges leszállás nélkül. Ezen a technológiai létrán jutott el végül a NASA abba a stádiumba, hogy immár végérvényesen legyőzve a szovjeteket elsőként juttasson embert a Holdra.

### Apollo–11 - Apollo–14
A számos próbát követően jött el az első kísérlet ideje egy tényleges leszállásra és ez a feladat az Apollo–11-re és Neil Armstrong parancsnokra, Michael Collinsra, a parancsnoki egység pilótájára és Buzz Aldrin holdkomppilótára jutott. 1969. július 20-án az Eagle hívójelű holdkomp leszállt a Mare Tranquillitatison, a történelem során először emberekkel a fedélzetén. Immár másnapba hajlott az idő, amikor az űrhajó két utasa egymás után kilépett a holdfelszínre. Ezután végrehajtották azt, amit a szakirodalom G típusú küldetésként ír le: holdra szállás egyetlen holdsétával. A világ első holdutazói két és fél órát töltöttek kinn a holdfelszínen, nem mellesleg maradéktalanul teljesítették az egész holdprogram célját és John F. Kennedy álmát.
A NASA az első holdra szállást követően rendelkezett további tervekkel, amelyeket immár nem csak a puszta leszállás, mint teljesítmény dominált, hanem a tudományos kutatások is befolyásolták. Az Apollo–11 egymaga képviselt egy Apollo küldetéstípust, és ennek teljesültével máris továbblépett egy magasabb szintre az űrügynökség. A tervek szerint következett a H típusú küldetés, amely már a holdra szállás után két gyalogos űrsétát is magába foglalt. Az első ilyen jellegű repülés az Apollo–12 volt, amelyen Pete Conrad parancsnok, Dick Gordon parancsnoki pilóta és Alan Bean holdkomppilóta 1969. november 19-én sikerrel szállt le az Oceanus Procellarumon. A repülés legközvetlenebb célja egy hajszálpontos leszállás kivitelezése volt egy kitüntetett ponton – mivel az Apollo–11 kb. 6 kilométerrel tévesztette el a saját maga kijelölt leszállási pontját –, igazolva, hogy az Apollo hardver képes a precíziós leszállásokra és ezáltal értékes kutatómunkára. A kitüntetett pont pedig nem volt más, mint egy korábban felküldött űrszonda, a Surveyor–3. A holdfelszínre kétszer szálltak ki az űrhajósok, először a tudományos műszerparkot, az ALSEP-et állították fel, másodjára pedig egy kisebb kört tettek meg a leszállóhely kráterei között, közbeiktatva a Surveyor–3 szonda meglátogatását is. A precíziós leszállással újabb lépcsőfokot lépett feljebb az egész Apollo csapat a fejlődés lépcsőjén. Ezt követte az Apollo–13, amely tudományos céljait tekintve hasonló volt az Apollo–12-höz, ám váratlanul kudarcba torkollott a repülés.
Az Apollo–13 balesetének kivizsgálása után – abból okulva – egy újabb H típusú repülésre készülődhetett a NASA, az Apollo–14-en. A repülésre a veterán Al Shepard készülődhetett parancsnokként, kiegészülve az újonc Stu Roosa parancsnoki pilótával és Ed Mitchell holdkomppilótával. A repülésük célja egy más típusú terület volt a holdfelszínen, mint amilyeneket eladdig meglátogattak: a Fra Mauro formáció, amelyet a Mare Imbrium becsapódásakor kivetődő anyag takarója hozott létre. Shepardék megismételték a két gyalogos holdsétát magába foglaló expedíciót, ahol hasonlóan Conradékhoz előbb a tudományos műszeregyüttest helyezték ki, majd ellátogattak a környék legnagyobb kráteréhez, mintegy háromszor akkora távolságot megtéve, mint amennyit az Apollo–12 űrhajósai megtettek.

### Apollo–13
Az Apollo–13 több szempontból gyakorolt befolyást a későbbi repülésekre, így az Apollo–16-ra is. Egyrészt magával a balesettel, amely hosszabb halasztást eredményezett a későbbi repülésekre vonatkozólag. Mint ismeretes, az 1971. április 11-én a Hold Fra Mauro térsége felé induló expedíció a Hold felé vezető úton balesetet szenvedett. Egy tervezési és szerelési hiba folytán a parancsnoki modul fő oxigéntartályába szerelt tekercselés zárlatos lett és ettől a tartály felrobbant, megfosztva a legénységet az oxigénből – és hidrogénből – előállított áramtól és víztől, valamint a légzéshez szükséges oxigéntől. Lovellék átköltöztek a holdkompba és az irányítás által lépésről-lépésre rögtönzött új műveleti terv mentén veszélyek és kényelmetlenségek közepette végül szerencsésen hazajutottak a Földre. A hazatérés után hosszú hónapokig tartó kivizsgálás következett, az okokat kiderítendő, ám addig semmilyen továbblépésről sem lehetett szó.
Másrészt az Apollo–13-nak sokkal rombolóbb hatása volt az egész programra nézve. A Nixon-adminisztráció számára az egész holdprogram problémákat hordozott: egyrészről az egy demokrata kezdeményezésű ügy volt, amelyet a republikánus új elnök csak megörökölt, másrészt mérhetetlen pénzbe került akkor, amikor az USA egy másik még nagyobb összegek elköltésével járó kalandban volt béklyóba verve, a vietnámi háborúban. A drágaság mellé feliratkozott még egy nyomós érv a közvéleményben: miért öljük még mindig a Holdba a pénzt, amikor már legyőztük az oroszokat? Richard Nixon kereste a pillanatot, amikor megszabadulhat JFK víziójától és az Apollo–13 majdnem kudarccal végződő kalandjában találta meg a lehetőséget. A politikai döntéshozók – bár nyílt színen sohasem vallották be, hogy bármi összefüggés lenne az Apollo–13-mal – megkurtították a programot. Töröltek 3 Apollo repülést. A gyakorlatban elvették a lehetőséget egy gyalogos (H típusú) és egy holdjárós (J típusú) misszió elől. Így mivel az eredeti tervek szerint az Apollo–15 lett volna az utolsó gyalogos expedíció és az Apollo–16 az első holdjárós, minden repülés eggyel előre lépett és már az Apollo–15 megkapta a holdjárót, az Apollo–16 pedig a második ilyen repüléssé lépett előre.

### Apollo–15
Az Apollo–15 volt az az első expedíció, amellyel a NASA áttért a végső fejlettségi szintre, a J típusú repülésre. Ebben a még tovább fejlesztett hardverrel három napnyi holdfelszíni tartózkodást céloztak meg a tervezők, három, egyenként 8 órát megközelítő holdsétával. A döntés azonban csak 1970 második felében született meg – az Apollo–15 eredetileg az utolsó gyalogos expedíció lett volna –, ezért a döntés érintette a felkészülést. Az eredeti tervek szerint készülődő legénységek közül még az Apollo–16-ra várományos legénység, John Young és Charlie Duke kezdte meg az éppen elkészült holdjáró földi próbáit, ám a döntést követően hamar át kellett adniuk a helyüket Dave Scottnak és Jim Irwinnek, akik emellett kiterjedt geológiai felkészítés közepette is voltak.
Maga az Apollo–15 expedíció messzemenően beváltotta a hozzá fűzött reményeket. Űrhajósai – Dave Scott parancsnok, Ron Evans parancsnoki pilóta és Jim Irwin holdkomppilóta – 1971. július 26-án keltek útra a holdi Appenninnek hegységéhez, a Hadley-síkság és a hegység találkozásánál levő lávarianáshoz, munkanevén a Hadley-Appenninnek leszállóhelyhez. Egy tökéletes leszállás után három (és fél) holdsétát tettek, amelyek során kisebb nehézségek árán kihelyezték az addigi legszélesebb körű ALSEP tudományos műszeregyüttest, de legfontosabb elemként sikerrel tesztelték és használták az expedíció legnagyobb újítását jelentő Rover holdjárót. Az Appenninek a Mare Imbrium lávatenger szélén végigfutó felgyűrt hegység, így az űrhajósoknak alkalma nyílt mind a lávasíkság, mind a hegyoldalak anyagának tanulmányozására. A holdjáróval 27,9 kilométert tettek meg (a gyalogos küldetések megtett távjának közel 9-szeresét), 77,31 kg holdkőzetet hoztak haza és az Apollo–program egyik legsikeresebb küldetését teljesítették. Az Apollo–16-nak az ő teljesítményüket kellett túlszárnyalnia.

### A leszállóhely kiválasztása

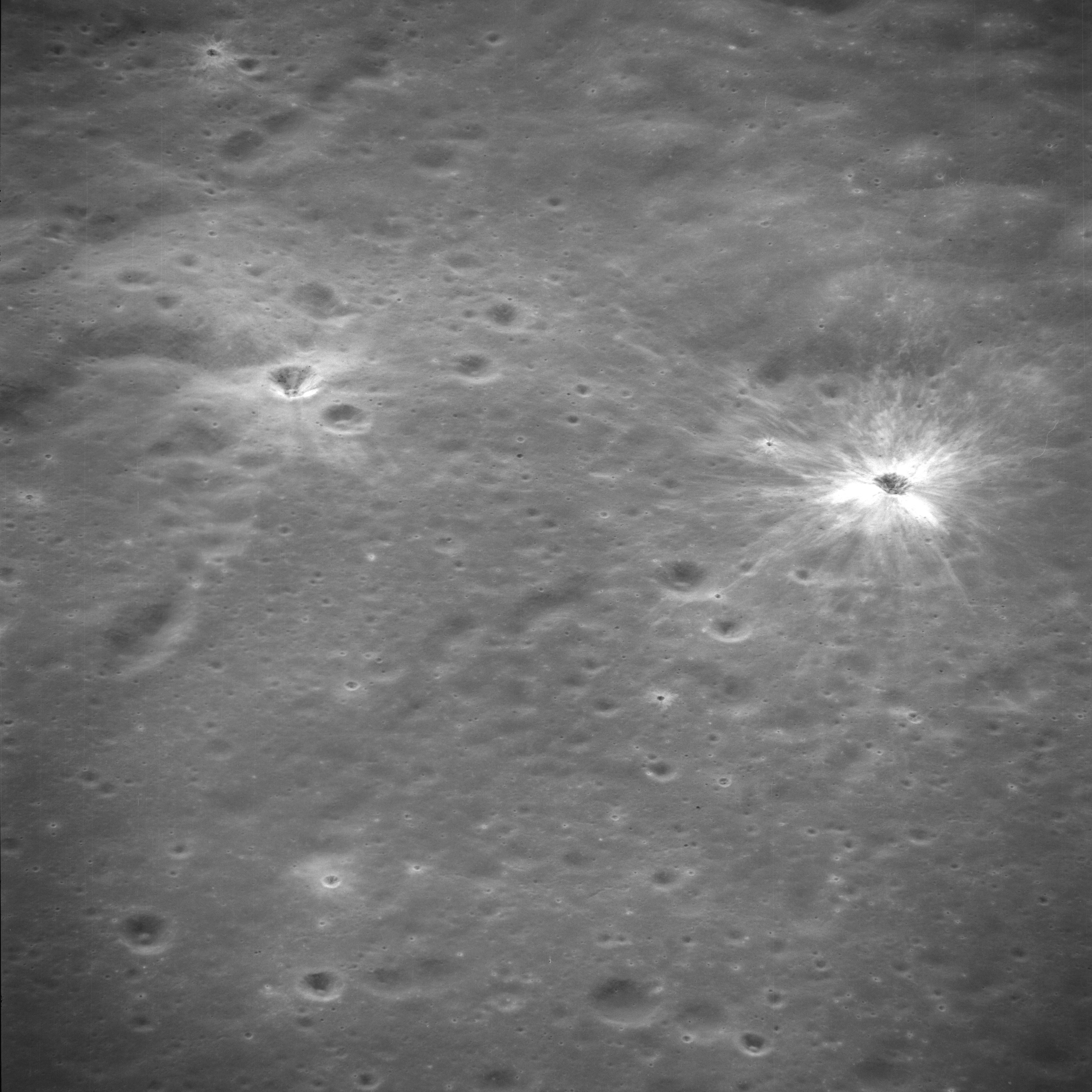
Az Apollo–16 leszállóhelye az Apollo–14 repülése során készült felvételen

A leszállóhelyek kijelölésekor nagyon fontos tényező volt a program politikai támogatásának megszűnése. Ugyanakkor azonban azzal, hogy az Apollo–16 már ún. J típusú (azaz a holdjárót alkalmazó) repülés volt, az ezt a mozgékonyságot felhasználó célpontot kellett választani. Azzal, hogy az eredetileg 10 leszállásra tervezett programból sorra törölték a repüléseket (valamint az Apollo–13 kudarcot vallott), az Apollo–16-ra még 6 korábban betervezett leszállóhely jelölt volt a listán, miközben hátra már csak 2 repülés maradt. A technikai szempontok között pedig egy cél lebegett: el a bazaltóceánoktól. Az Apollo–11 és Apollo–12 a Mare Tranquillitatis és az Oceanus Procellarum asztallap simaságú bazalttengerén szállt le, míg az Apollo–15 ugyanezt tette a Mare imbriumon, a NASA-nak éppen elég mintája volt már mare bazaltból. Az egyetlen kivételt az Apollo–14 jelentette, ám ez a repülés is a Mare Imbrium anyagkivetődése által létrehozott felszíni formáción szállt le, azaz erősen összefüggésben volt egy holdtengerrel. A NASA immár a Hold ősibb felföldjeiről szeretett volna mintákat, hogy jobban megvizsgálhassák a tudósok az égitest keletkezéstörténetét.
Az egyes számú jelölt a Tycho kráter volt, mint talán a geológiailag legérdekesebb hely a Holdon. Ám ez messze délre esett a repülési szempontból biztonságosnak számító egyenlítői térségtől, valamint a terep is eléggé bonyolultnak, ezáltal kockázatosnak mutatkozott, ezért hamar elvetették. Maradt két térség, amely megfelelt az elvárásoknak, az Alphonsinus kráter és a Descartes kráter vidéke (azon belül is a Cayley formáció). Ezek közül az Alphonsinus mutatkozott régebben keletkezett területnek, míg a Descartes frissebbnek, nagyjából a Mare Imbriummal egyidősnek, ám más, viszkózusabbnak tűnő lávából felépülőnek. A két jelölt között az döntötte el a vitát, hogy a Descartes kráter mellett a fényképeken az elemzők kis hamukúpokat fedeztek fel, amelyek friss vulkáni tevékenység eredményeinek látszottak. Ezzel az Alphonsinust elnapolták és az Apollo–17 egyik fő esélyes leszállóhelyének nevezték ki, A NASA-nak nagy tudományos áttörést jelentett volna, ha bebizonyítja, hogy a Hold egy még ma is aktív égitest vulkanológiai szempontból. Fontos szempont volt továbbá, hogy az Apollo–14 expedíció során Stu Roosa által a keringésből készített fotók szerint a hely biztonságosnak ígérkezett egy leszálláshoz is, ezért a Descartes vidékre küldték az Apollo–16-ot. A leszállásra kijelölt szűkebb térség két fiatal becsapódásos kráter, a North Ray kréter és a South Ray kráter között – egyikük egy 1000, másikuk 680 méteres átmérővel bírt – ígérkezett megfelelőnek, amelyek mintegy – az Apollo–14 jóval kisebb Cone kráteréhez hasonlóan – természetes fúrásokat jelentettek a környező kőzetlemezek anyagába.

### A legénység kiválasztása

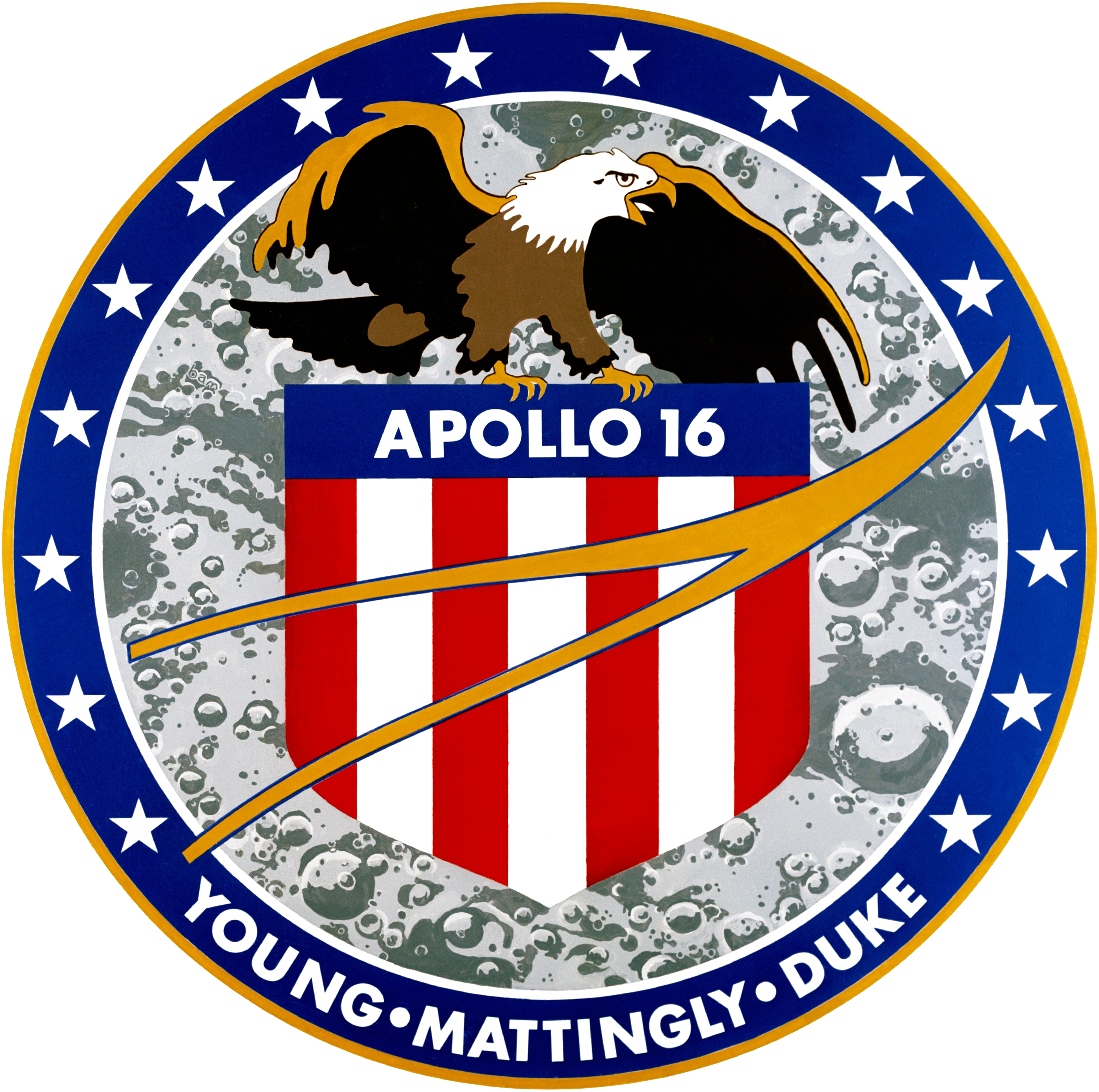
Az Apollo–16 legénységi jelvénye

Legénységként a rotáció szerint a balsikerű Apollo–13 tartalék legénysége jött szóba elsőként a jelölésnél. Ennek parancsnoka John Young volt, akinek ez lehetett a negyedik űrutazása – előzőekben a Gemini–3, Gemini–10 és az Apollo–10 űrhajósa volt –, ezzel utolérte a rekorder Jim Lovellt. A parancsnoki egység pilótája azonban nem az eredeti tartalék legénység tagja volt, mivel anno Charlie Duke kanyarója miatt Jack Swigertet kiemelték és Ken Mattingly helyére ültették a repülő legénységbe. Most ugyanez a Ken Mattingly lett a legénység tagja. A trió harmadik tagja Charlie Duke lett holdkomppilóta minőségben. Az újonc űrhajós kvalitásaira mi sem jellemzőbb, hogy az Apollo–11 holdra szállása idején Neil Armstrong őt kérte CapCom-ként (azaz az űrhajó és az irányítás közötti kapcsolattartásért felelős, általában maga is űrhajósként) a leszállás idejére rádiókapcsolat-tartó űrhajósként.
A tartalék legénység jelölésnél azonban még érdekesebb dolgok következtek. Eredetileg – bár hivatalosan ezt sosem jelentették be – a Fred Haise parancsnok, William Pogue parancsnoki pilóta és Gerard Carr holdkomppilóta hármas volt kiválasztva az Apollo–16 tartalék és az Apollo–19 repülő legénységeként. Azonban 1970 szeptemberében költségvetési megfontolásokból az Apollo–18-at és az Apollo–19-et törölték, így az ezekre készülődő legénységeknek más feladatot kellett találni. Pogue-t és Carrt átvezényelték a lassan testet öltő Skylab-programhoz, míg Haise új társakat kapott: az Apollo–14-et megjárt és a legénységi rotációba visszavezényelt Stu Roosát mint parancsnoki modul pilótát és Ed Mitchellt mint holdkomppilótát.
A legénység nevéhez fűződik még a repülés legénységi jelvényének ötlete is. A jelvényben egy sas ül egy piros-fehér-kék sávos pajzson, amely jelképek az Egyesült Államokat, illetve annak népét jelképezi. A pajzs egy szürke, kráter szaggatta háttér – a Hold felszíne – felett lebeg. A pajzs felett a NASA aranyszínű vektora szeli át a képmezőt, mintegy a Hold körüli keringést szimbolizálva. Az egész képet körben egy kerek körív keretezi, amelyben 16 csillag látható – utalva a repülés sorszámára –, valamint a legénység tagjainak neve.

## Repülés

### Start és odaút

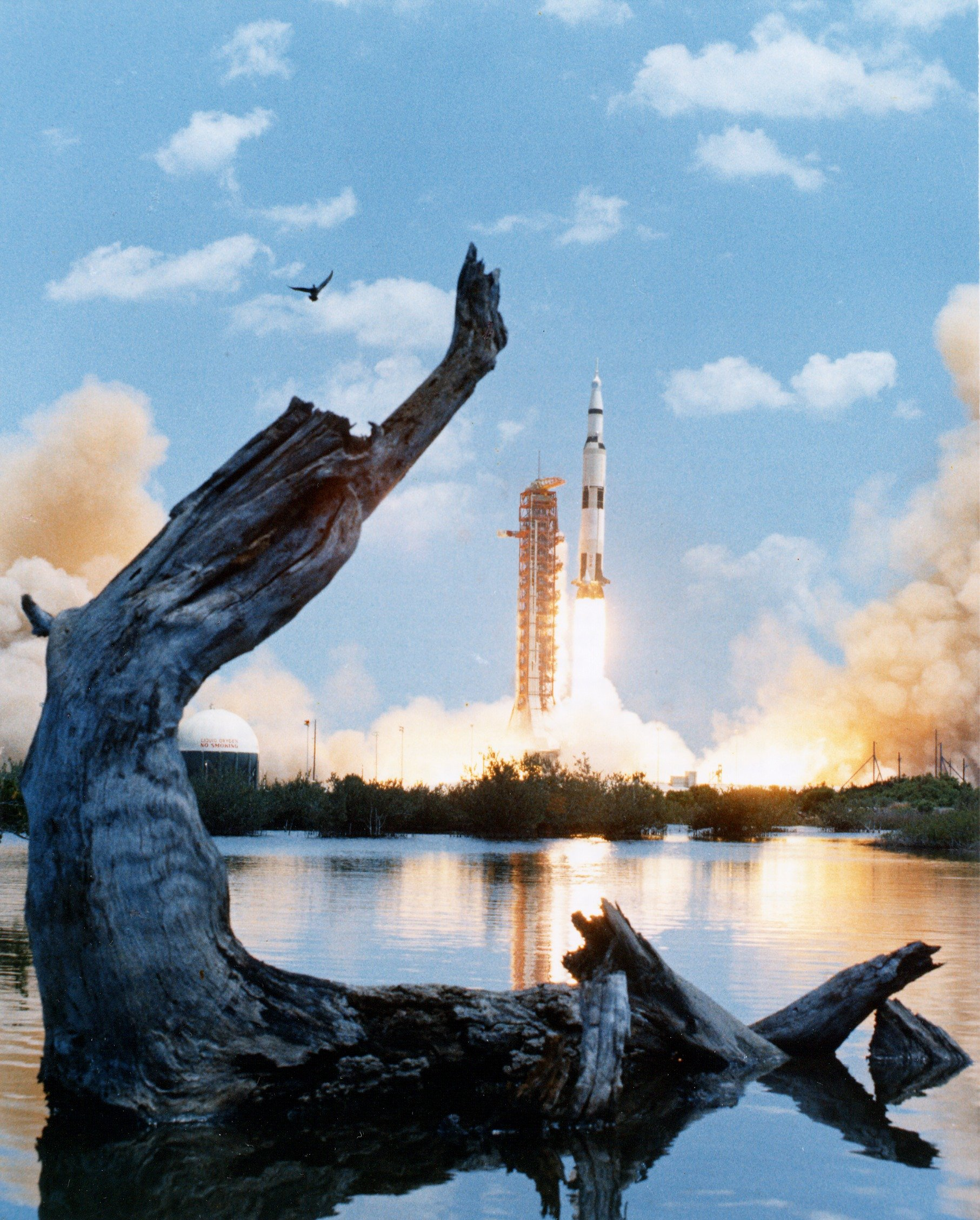
Az Apollo–16 startja 1972. április 16-án

Az Apollo–16 startja nem volt problémáktól mentes. A start előkészületek során számos apróbb hibára fény derült. Először a parancsnoki egység üzemanyagtartályán találtak egy lyukat, ezt még sikerült a tervezett márciusi startidőpont előtt helyrehozni, ám utána számos más probléma is kiderült, ezért – először a holdprogram történetében – technikai okokból egy egyhónapos starthalasztást rendelt el a NASA. Ezen idő alatt módosították például a parancsnoki modult a rakétához kapcsoló dokkológyűrű robbanótölteteit, mivel az az aggodalom merült fel, hogy nem fog elég erő keletkezni, ami leválasztja az alkatrészt az űrhajóról. Aztán módosították még az űrhajó leválasztó mechanizmusát, módosításokon estek át az űrruhák, a holdkomp is új, fejlesztett akkumulátorokat kapott.
A visszaszámlálás hivatalos kezdete – azaz az érdemi startelőkészületek – 1972. április 10. 8:30-kor (13:30 UTC) kezdődtek Cape Canaveralen. Ekkor helyezték áram alá a Saturn V rakétát és töltötték fel ivóvízzel az Apollo űrhajó tartályait. Ezen közben az űrhajósok a kiképzés utolsó gyakorlásain estek keresztül, illetve április 11-én egy utolsó orvosi vizsgálaton és végigmentek. Április 15-én feltöltötték a rakétát a folyékony hidrogénnel, oxigénnel és kerozinnal.
A startra 1972. április 16-án került sor a Kennedy Űrközpont 39A indítóállásából, helyi idő szerint 12:54:00-kor (17:54 UTC). A problémamentes startot követően 12 percnyi gyorsítás után az űrhajó (és a holdirányú manőverhez szükséges S-IVB rakétafokozat) Föld körüli pályára állt, ahol másfél fordulaton keresztül rendszerellenőrzéseket folytattak le az űrhajósok, hogy tökéletesen működik-e az űrhajójuk. Az ellenőrzés során csak néhány jelentéktelen hibát találtak (az életfenntartó rendszer, vagy az S-IVB manőverező rendszer lehetséges, bizonyos üzemmódokon előállható problémáit), ám ezek nem befolyásolták a repülés továbbvitelét, ezért az irányítás megadta az engedélyt a TLI (Trans Lunar Injection – Holdirányú gyújtás) manőverre, amellyel az S-IVB újraindításával további sebességet nyertek, amely kiszakította őket a Föld gravitációs mezejéből. A rakétahajtómű öt perces működésével sikerült is a megfelelő holdirányú pályára állniuk. Ezt követte az ún. transzpozíció és dokkolás, majd a retrakció nevű manőver. Ennek keretében a CSM levált a rakétafokozatról, majd lerobbantották a fokozat holdkompot magába fogadó rekeszének borítólapjait, így a kis űrhajó napvilágra került. Közben a CSM a kereszttengelye körül 180 fokos fordulatot tett (lényegében innen háttal repült tovább), visszamanőverezett és összekapcsolódott a holdkomp dokkolószerkezetével, végül kivontatta a holdkompot a rakétafokozat tartószerkezetéből. Ekkor az S-IVB maradék hajtóanyagával egy rövid gyújtással elmanőverezték – és holdi ütközőpályára vezérelték – a fokozatot, nehogy a lényegében azonos pályán repülő objektum összeütközzön az űrhajószerelvénnyel.

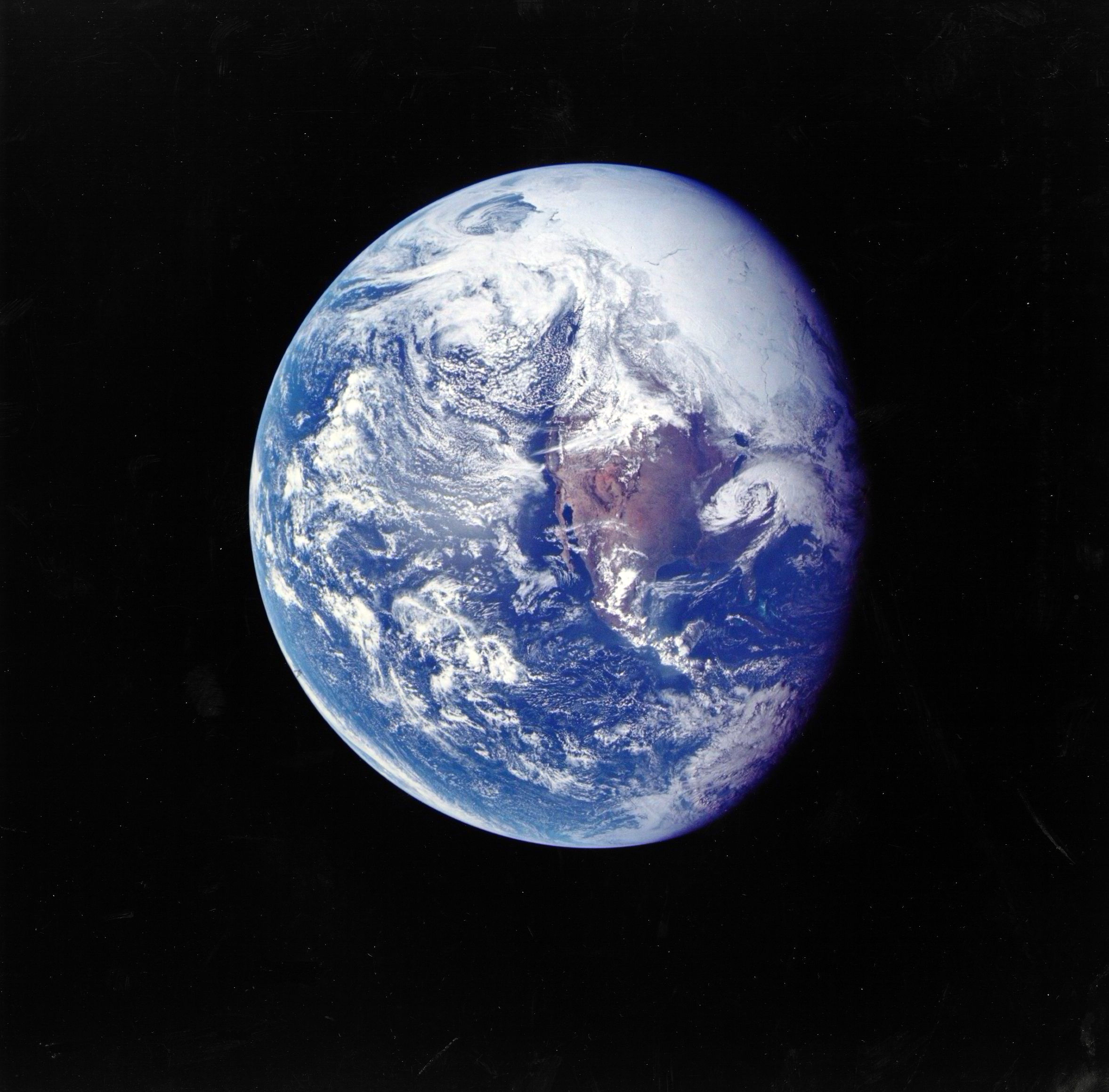
A Föld látványa a távolodó Apollo–16 űrhajóból

A manővert követően kisebb rendellenességet észlelt a legénység. Úgy látták, hogy a holdkomp külső részéről kis részecskék válnak le (Young becslése szerint 8-10 részecske másodpercenként). Úgy tűnt, hogy a holdkomp külső borítása megkarcolódott, vagy be is szakadt egy ponton és onnan válnak le a kis részecskék. A legénység át is mászott a holdkompba, hogy ott is vizsgálódjanak, de nem találtak semmilyen rendellenességet. Így folytatták útjukat. Utolsó ténykedésként még a hossztengely körüli forgásba hozták az űrhajórendszert (az űrhajósszleng szerinti „barbecue módnak” csúfolt hőkiegyenlítő forgásba, amely óránként három fordulatba kormányozta a szerelvényt, hogy a Nap által megsütött rész és az árnyékos oldal között kiegyenlítse a több száz fokos hőmérséklet különbséget).
A Holdig vezető odaút összesen kicsit több mint három napig tartott és viszonylag kevés feladatot hárított az űrhajósokra. Az első napon az űrhajó pályán tartásával és némi tudományos kísérlettel zajlott. Egyrészt ezen a napon kellett elvégezni a navigációs mérések alapján a második pályakorrekciós manővert a CSM főhajtóművével, hogy a megfelelő pályán érjék el a célpontot. Ezen kívül egy a már az Apollo–14-en is elvégzett elektroforézis kísérletet is végeztek, amelyben az elektromosan töltött részecskék vándorlását figyelték meg a súlytalanság körülményei között. Később ismét átmentek a holdkompba az űrhajósok, hogy az űrhajó rendszereit ellenőrizzék. Némi festék pattogzódáson kívül semmilyen rendelleneset nem észleltek. A repülés következő napján ismét az űrhajó belső tisztán tartása volt a fő feladat, illetve elvégeztek egy ún. ALFMED kísérletet, amely az űrhajósok szemében létrejövő fényfelvillanásokat célozta (az Apollo küldetések űrhajósai, vélhetően a szemükön áthatoló kozmikus sugárzás részecskéinek hatására váratlan fényvillanásokat érzékeltek az útjaik során). A nap második részében ismét a holdkomp rendszerellenőrzései következtek, illetve próbából beöltöztek a holdfelszínre készülő űrhajósok az űrruháikba.
A Földtől 330 902 kilométerre (és a Holdtól 62 636 kilométerre) következett el az a pont, amikor az egyik égitest gravitációs mezejéből átléptek a másikéba. Ez abban nyilvánult meg, hogy az addig folyamatosan csökkenő sebességük újra elkezdett növekedni (addig a start pillanatától kezdve a Föld vonzereje fokozatosan próbálta csökkenteni a kezdősebességüket és egyre lassabban haladtak a célpont felé). A negyedik napon elérték a Holdat és felkészültek a Hold körüli pályára álláshoz. Először 20 635 km távolságban ledobták az ún. SIM műszeregység fedőborítását, majd 74 órával a start után az űrhajó befutott az égitest mögé, elveszítve a rádiókapcsolatot a földi irányítással. Szokásosan a Hold túloldala felett repülve megejtették a fékező manővert egy 6 perc 15 másodperces hajtómű indítással és egy 315,6×108,0 kilométeres ellipszis pályára álltak. Ezt követően további pályamódosítások következtek, egészen 19,8 kilométerig csökkentve a pálya holdközelpontját.

### Holdi leszállás
Az addig tökéletesen előre haladó repülés a holdi leszállás mozzanatánál váratlanul megfeneklett. Egy apróbb hibával kezdődött. A leszálló űrhajósok átköltöztek és rendben elvégezték – némi időveszteség árán – a holdkomp teljes üzembe helyezését. Eközben a parancsnoki hajó egyik – a keringés során méréseket végző – tudományos műszere meghibásodott. Egy kar tartotta ki az űrhajó testéből a tömegspektrométert és a kar a kinyílásakor megakadt félúton. Ekkor úgy döntött a legénység, hogy a két űrhajó elválik egymástól és a holdkomp utasai kívülről veszik szemügyre, mi történt a karral. A leválás az összesített repülési idő 96 óra 13 perc 31 másodpercénél meg is történt.

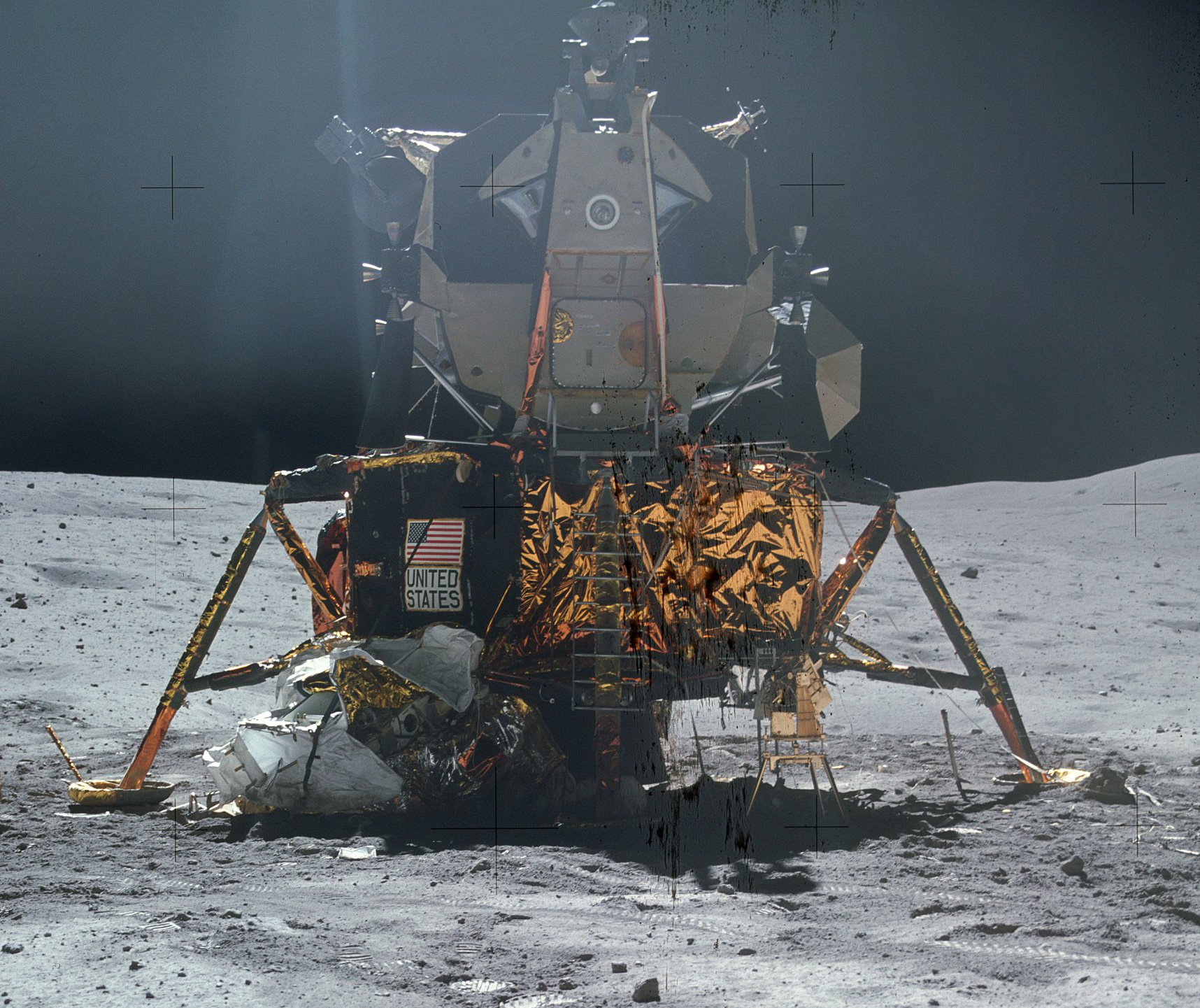
Az Orion a Cayley-síkságon áll

A leválás – és a hibás műszerkar ellenőrzése – után a Caspert irányító Mattingly pályakorrekcióba kezdett: körpályává akarta alakítani a parancsnoki űrhajó keringését, amely jobban megfelelt a keringésből végzett megfigyelésekhez, illetve kissé arrébb kormányozta az anyaűrhajót a holdkomptól, így elejét vette, hogy akár véletlenül is útban legyen a leszállni készülő párosnak. A hajtóműindításkor azonban furcsa zaj hallatszott a hajtómű felől. A műszerek a tartalék hajtómű vezérlő rendszer hibáját mutatták. Az irányítás azonnal leállította a leszállást. A szabály úgy szólt, hogy csak tökéletesen működő elsődleges és tartalék rendszerekkel indítható a leszállás, mert amennyiben bármi hiba támadna a főhajtóművel, akkor csak a holdkomp hajtóműve jelentene tartalékot a hazajutáshoz, ezért azt nem szabad felhasználni a holdi leszálláshoz. Így a holdkomp várakozásra lett kényszerítve és a két űrhajó nagyjából 150 méterre egymástól maradt együtt a pályán és folytatták a keringést. Tetézte a bajt, hogy a holdkomp hélium regulátora is problémásan kezdett működni. A rendszer ugyanis úgy működött, hogy a leszálló űrhajó folyamatosan fogyasztja az üzemanyagot és a tartálya folyamatosan ürül, a helyét pedig fel kell tölteni semleges hélium gázzal. Ám a holdkomp nem kezdett leszállásba, a hajtóanyaga nem fogyott, a hélium regulátor azonban mégis tölteni akarta a tartályt, túlnyomást okozva. Ezért a legénység néha – üzemanyagot pazarolva – működésbe hozta az űrhajó kormányfúvókáit, hogy csökkentsék a nyomást. Közben lázas konzultáció zajlott a houstoni irányítás, és a gyártó Rockwell cég mérnökei között, hogy mi legyen a megoldás. Végül a mérnökök úgy döntöttek, hogy a rendszer így is alkalmas a leszállásra és zöld utat adtak Youngéknak a leszállásra. Addigra 6 óra telt el, amely előre vetítette, hogy a készletek fogyása miatt a holdi tartózkodást meg kell majd kurtítani.
A 16. keringés során – 5 óra 42 perccel a tervezett időt követően – megkezdődhetett az Orion leszállása. A feladat nem volt egyszerű, az orbitális paraméterekből fakadóan a keringés szerint az összes korábbi űrhajónál magasabbról kellett a héliumprobléma miatt az addigi elhasznált készlet miatt a legkevesebb hajtóanyaggal leszállni. Ez egyben azt is jelentette, hogy ha nem avatkoznak be, 400-600 méterrel a kijelölt célpont mellett fognak leérkezni. Young rögtönözni kényszerült, amiben az sietett a segítségére, hogy 140 méter magasan járva megpillantották az űrhajó árnyékát. Onnantól tudatosan úgy fordították az űrhajó ablakait, hogy lássák az árnyékot, ami referenciául szolgált nekik a helyzetüket illetően. Huszonöt méteren az Orion is elkezdte felverni a port, ahogy az Apollo–12 küldetésen az Intrepiddel történt, de végül sikerült a leszállóponthoz képest 270 méterrel északra és 60 méterrel nyugatra talajt érniük. A leszállást Young ekképp összegezte: „Nos, nem kell majd elmászkálnunk, hogy köveket szedjünk össze, Houston, mivel itt vagyunk közöttük”.

### Első holdséta
A leszállás késedelme miatt át kellett szabni a küldetés időrendjét. A leszállás után hagyományosan az első holdséta következett az előző repüléseken, azonban az Apollo–16 esetében a leszállás utánra egy alvási periódust javasoltak az irányítók, mivel ha kiszálltak volna az űrhajósok, a visszaszállás és az azt követő munkálatok után már huszonkilenc óra is eltelt volna a legénység számára pihenés nélkül. Az első holdsétára csak az alvás után kerülhetett sor. A leszállóhely egy kis völgyben volt, amelyet a Smoky Mountain (Füstölgő Hegység) és a Stone Mountain (Kő Hegység) határolt – a nevek a NASA által használt munkanevek, a hold nevezéktanában ezek nem elfogadott elnevezések.

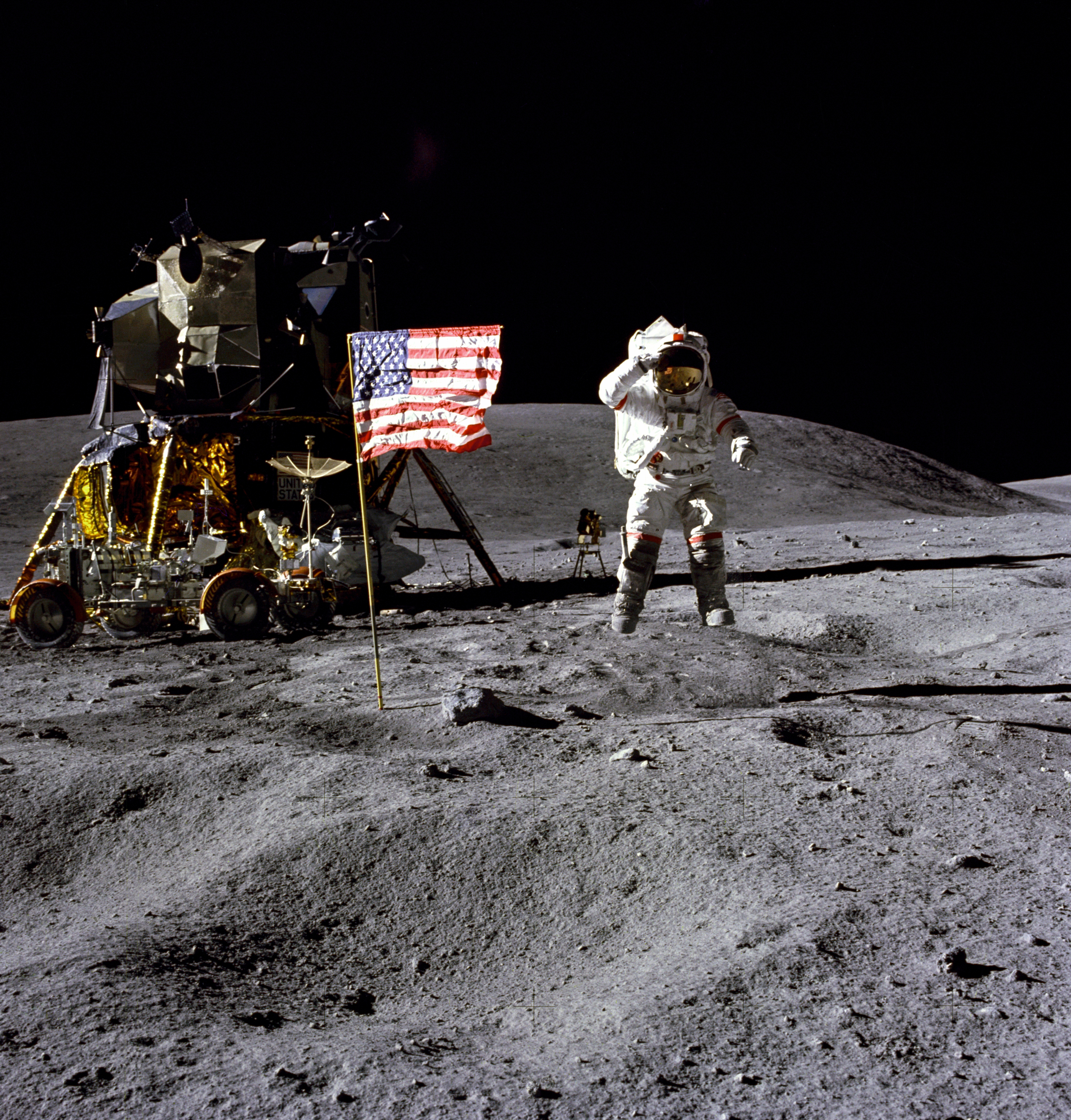
John Young felugorva tiszteleg az amerikai zászló előtt

A hagyományok szerint előbb a parancsnok lépett a felszínre, majd követte őt Charlie Duke holdkomppilóta is. Elsőként természetesen a Rover, illetve a későbbi vizsgálatokhoz szükséges eszközök kicsomagolása következett. A holdjáró összehajtogatva utazott a holdkomp oldalára rögzítve és elsőként ezt eresztették le a felszínre az űrhajósok. Itt rögtön kisebb hiba lépett fel, az összehajtogatott kerekek nem álltak pozícióba automatikusan, hanem a 4-ből hármat manuálisan kellett a helyére rögzíteni, továbbá a hátsó kerék kormányzás sem akart rajta működni. Ezt követte a Rover eszközökkel való felszerelése, kitüntetett helyen a kamera helyére illesztése és bekapcsolása. A holdjáró magán hordozott egy tévékamerát, amellyel élő tévéközvetítésben láthatták a Földön a jármű körül történő eseményeket. Természetesen csak a megállás után működött a rendszer, mivel az átjátszáshoz szükséges esernyő antennát mindig a Földre kellett irányozni és ez csak álló jármű esetén volt kivitelezhető. A holdjáró útrakésszé tételét követte a távoli ultraibolya-kamera illetve spektrográf felállítása. Ezt az eszközt a holdkomp árnyékában állították fel, és összesen 51 órán keresztül készített ultraibolya felvételeket. Ezt követte a kozmikussugárzás-detektor felállítása. Ez egy alumínium fóliával fedett, téglalap alakú tábla volt, amelyet a holdkomp egyik lábához állítva helyeztek el, közvetlenül a napsütésnek kitéve. Később az árnyékba húzták a kialakult magas hőmérséklet és a lehetséges károsodás miatt. A hazatérés előtt kellett visszavinni a holdkompba, ám nehézségeket okozott az érzékelő felület szétszerelése és sérülésmentes behelyezése az űrhajóba. A legutolsó, holdkomp körüli feladat az USA zászlajának kitűzése volt. Tréfaként Young parancsnok felugrott, miközben a zászlónak tisztelgett, társa pedig így örökítette meg az ilyenkor szokásos zászló előtt tisztelgő fényképen.
A kicsomagolást és a holdkomp közvetlen környezetében elhelyezendő eszközök felállítását követően következett az első nagyobb feladatkör, amelynél a feladatkiosztás tekintetében a NASA visszatért a hagyományokhoz. Mindenek előtt következett a holdi műszeregység, az ALSEP kihelyezése. Az Apollo–16 által hátrahagyott műszercsomag volt a program talán legszerényebb ALSEP-je (leszámítva az Armstrongék által kihelyezett EASEP-et), mindössze négy műszer utazott:
- passzív szeizmométer
- aktív szeizmométer
- hőáramlás érzékelő
- holdfelszíni magnetométer

A műszerek működéséhez szükséges energiát, valamint az adatok fogadását és Földre továbbítását a központi állomás és az azt meghajtó SNAP-27 plutónium generátor látta el. A két szeizmométernek (aktív és passzív) külön mérési célja volt. Az aktív szeizmométer egy sor robbanótöltetet fogadott magában, amelyeket a legénység hozott működésbe, amikor távolabb vonult a felállítási helyszíntől, és a robbanások által keltett rezgések érzékelésével a talaj legfelső 100 méterének, a holdpornak és a kőzetágynak a viselkedését tanulmányozták. A passzív szeizmométer érzékeléséhez meg kellett várni egy-egy nagyobb meteorit holdi becsapódását. Az ezek által keltett lökéshullámok révén az egész égitest szerkezetét vizsgálhatták a tudósok. A hőáramlás-kísérlet a bolygótest belső hőjének világűrbe áramlását, sugárzását mérte (ezzel a tektonizmus állapotáról szolgáltatott adatokat). Ehhez hosszú lyukakat kellett a talajba fúrni a szenzorok számára, amelyek a mélyebb és a magasabb talajrétegek hőmérséklet különbségét mérték. A magnetométerrel pedig a Hold gyenge mágneses mezejét, annak változásait tudták tanulmányozni.

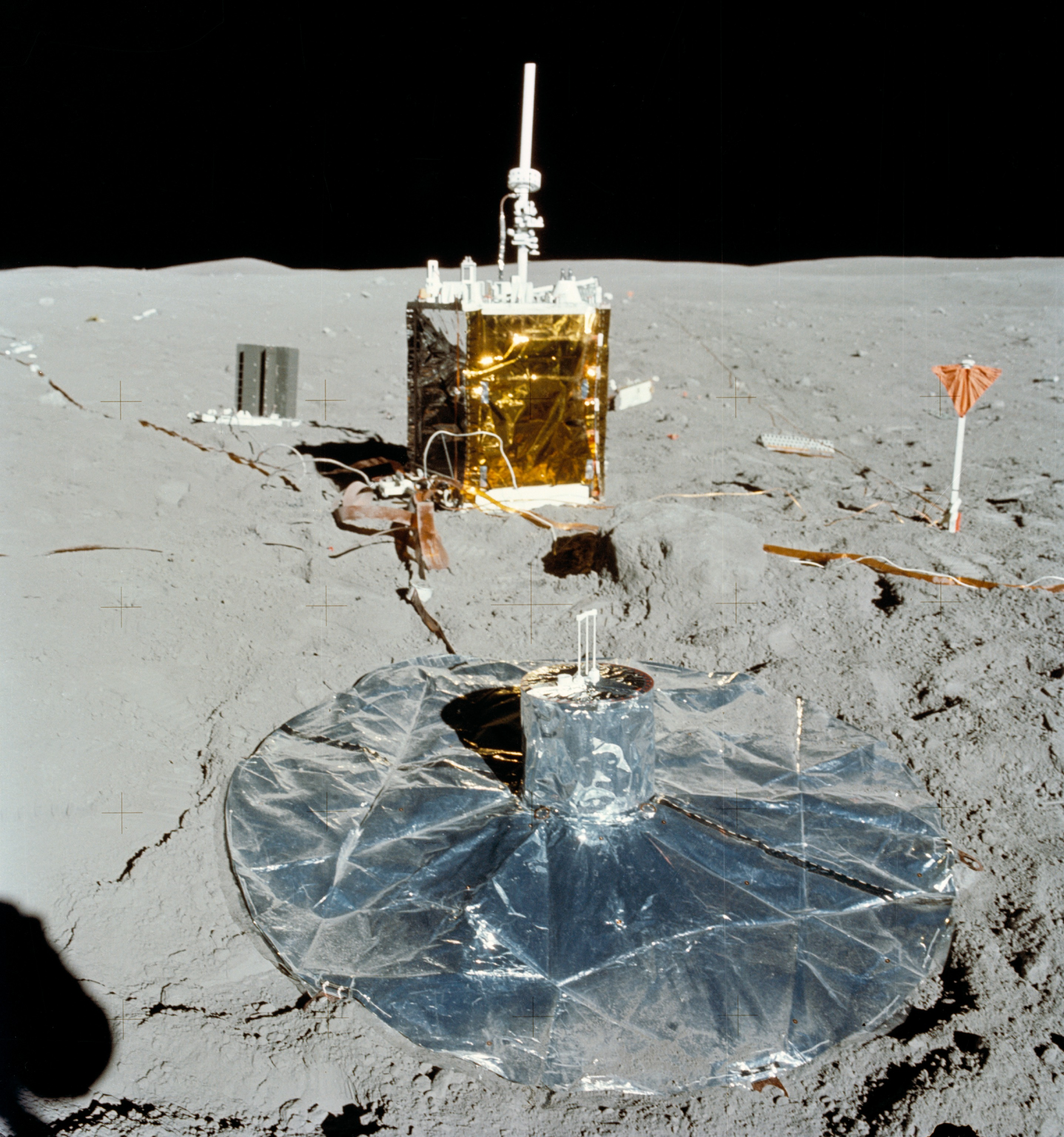
Az ALSEP központi egysége és a passzív szeizmométer
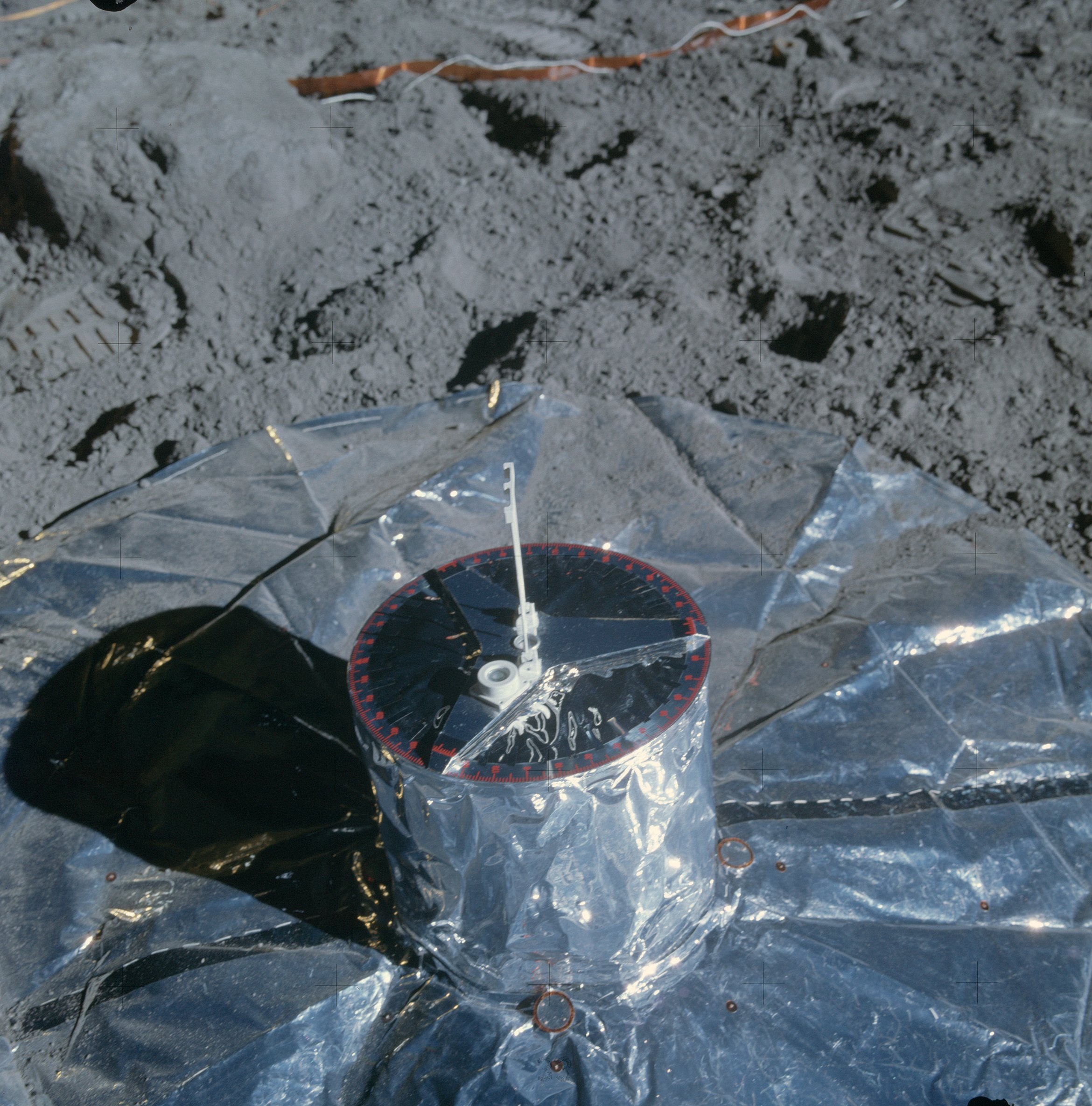
A passzív szeizmométer érzékelő egysége
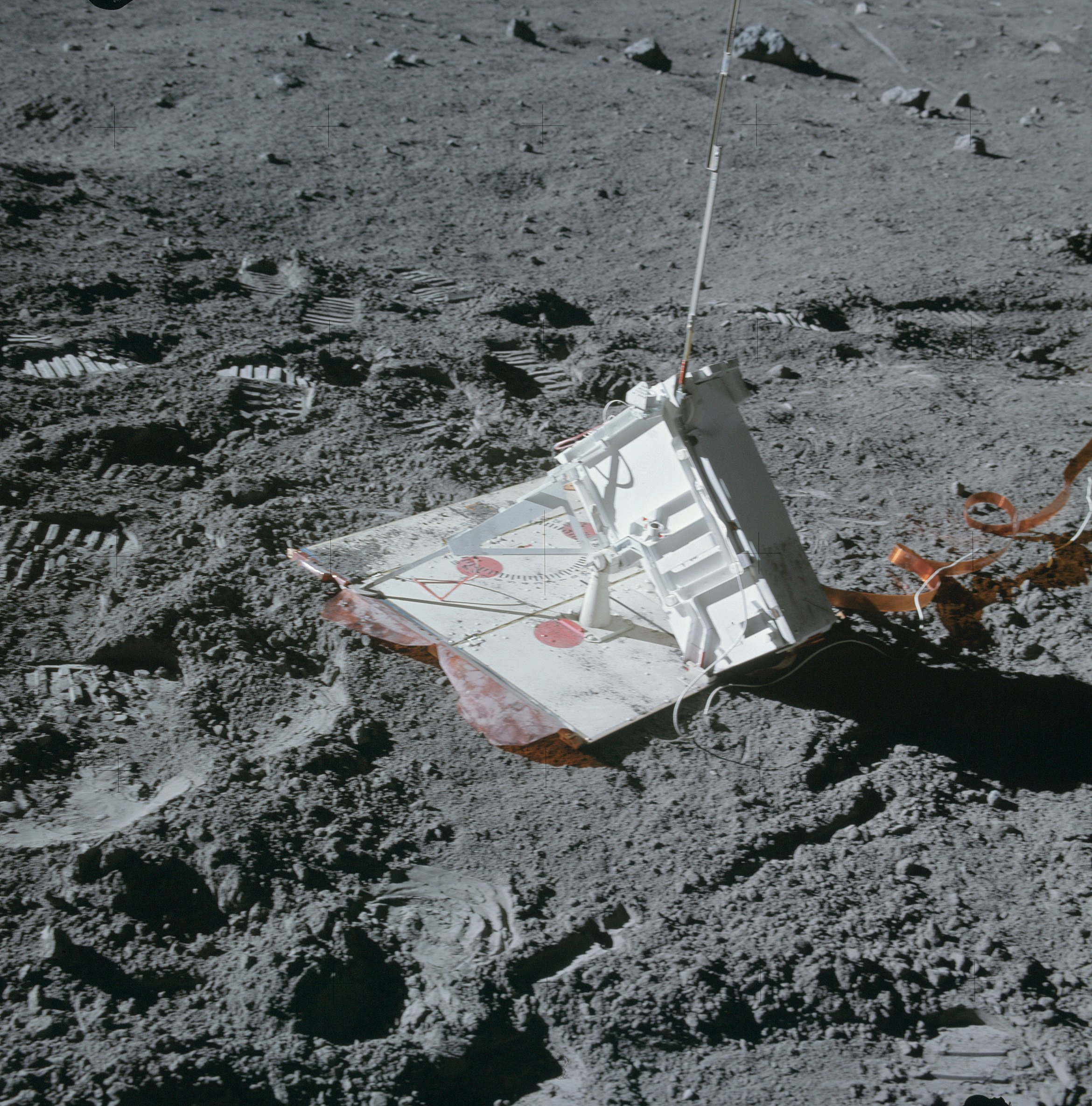
Az aktív szeizmométer gránátvető egysége
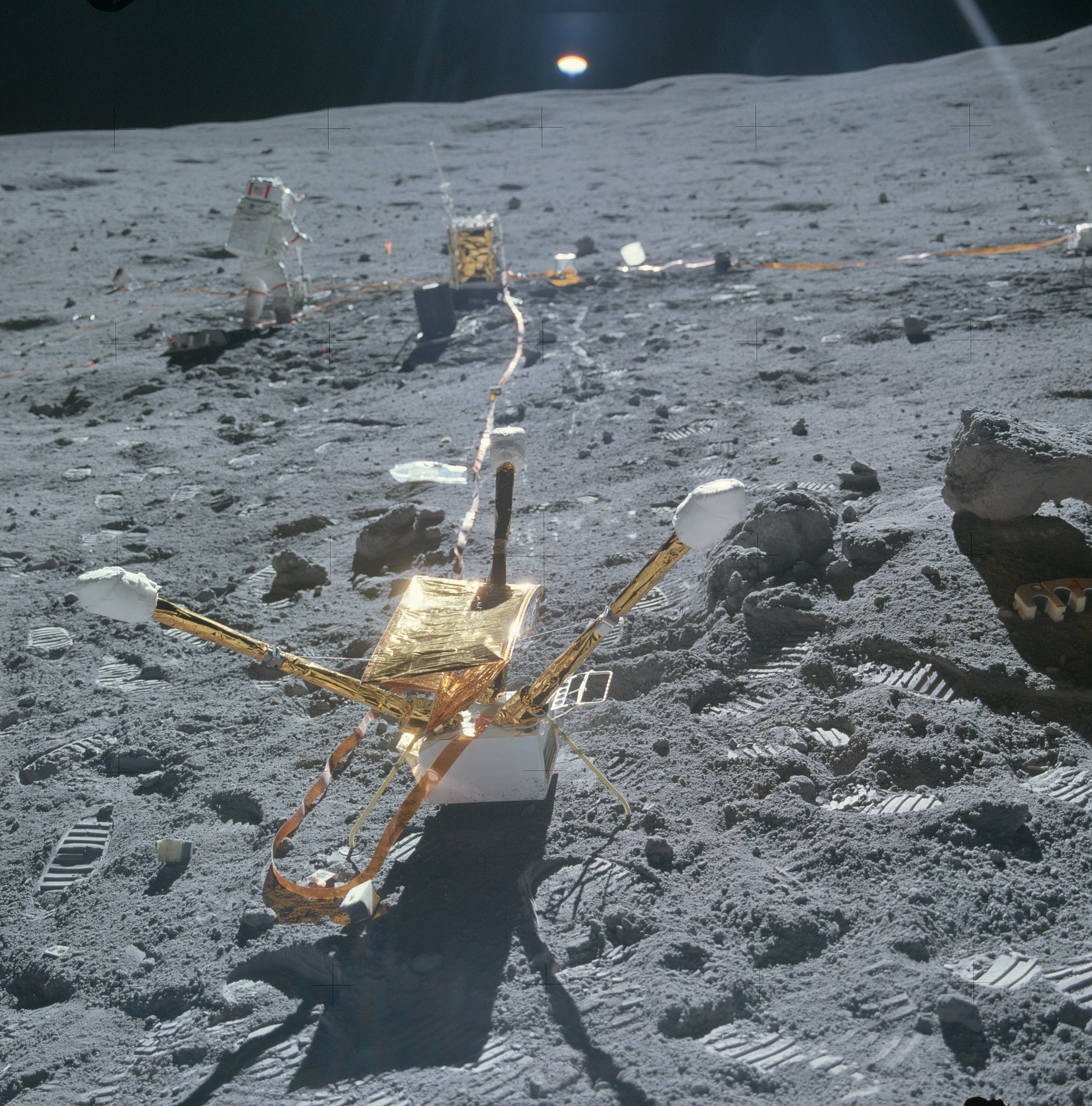
A magnetométer
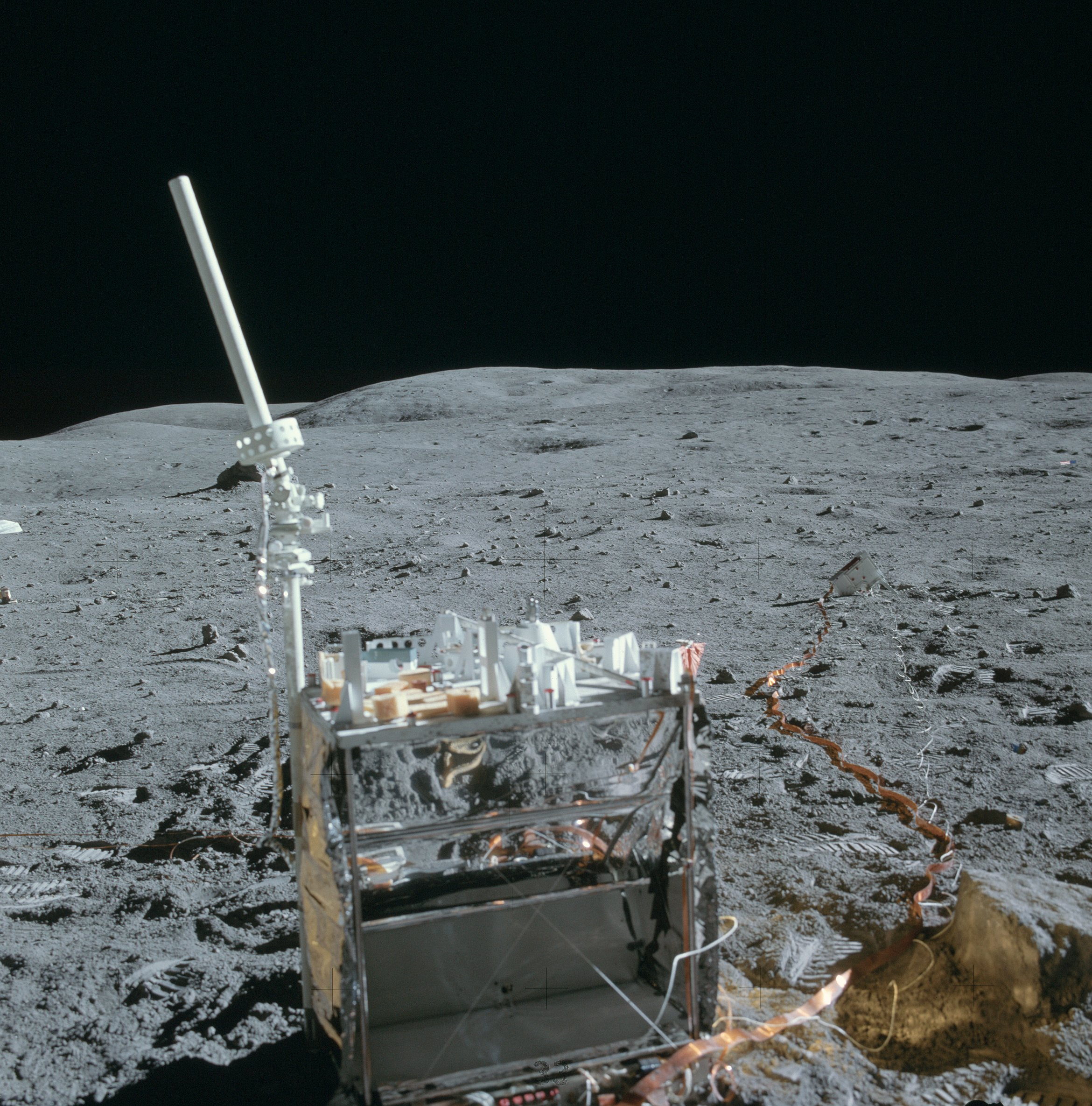
A központi egység

Az Apollo–16 ALSEP-jének felállítása volt talán az egész Apollo-program legproblémamentesebb művelete, annak ellenére, hogy a műszerek felállítási helyére történő szállítás közben az egyik műszercsomag leesett a Roverről (de ez semmilyen meghibásodást nem okozott). A felállítási hely kb. 95 méterre feküdt a holdkomptól. John Young parancsnok kitalálta, hogy ő és Charles Duke rajzolják meg az ALSEP „kapcsolási rajzát” a holdjáróval, hogy a kábeleket így könnyebben fektethessék le a műszerek között (az aktív rengésmérő geofonjai könnyen eltűntek a hepehupák között a porban, így viszont könnyű volt megtalálni őket a keréknyomvonal mentén). Kisebb problémák is felmerültek: Young például véletlenül átbotlott az egyik kábelen, amelyet így kitépett a központi egységből, használhatatlanná téve a hozzá kapcsolódó hőáramlásmérő műszert, majd az aktív szeizmométer tölteteit tartalmazó egységnél három sikeres gránátvetés után a függőleges érzékelő elhajlott, így a negyedik lövést már nem hajtották végre ezzel az eszközzel. A tizenkilenc további robbanótöltetet – más vetőcsövekkel – sikerrel működésbe hozták.

#### A geológiai kutatóút
Az ALSEP kihelyezését követően, a holdséta második felében egy három állomáson átívelő, rövid kutatóutat terveztek, kvázi a Rover kipróbálását.

##### 1-es állomás – Plum kráter

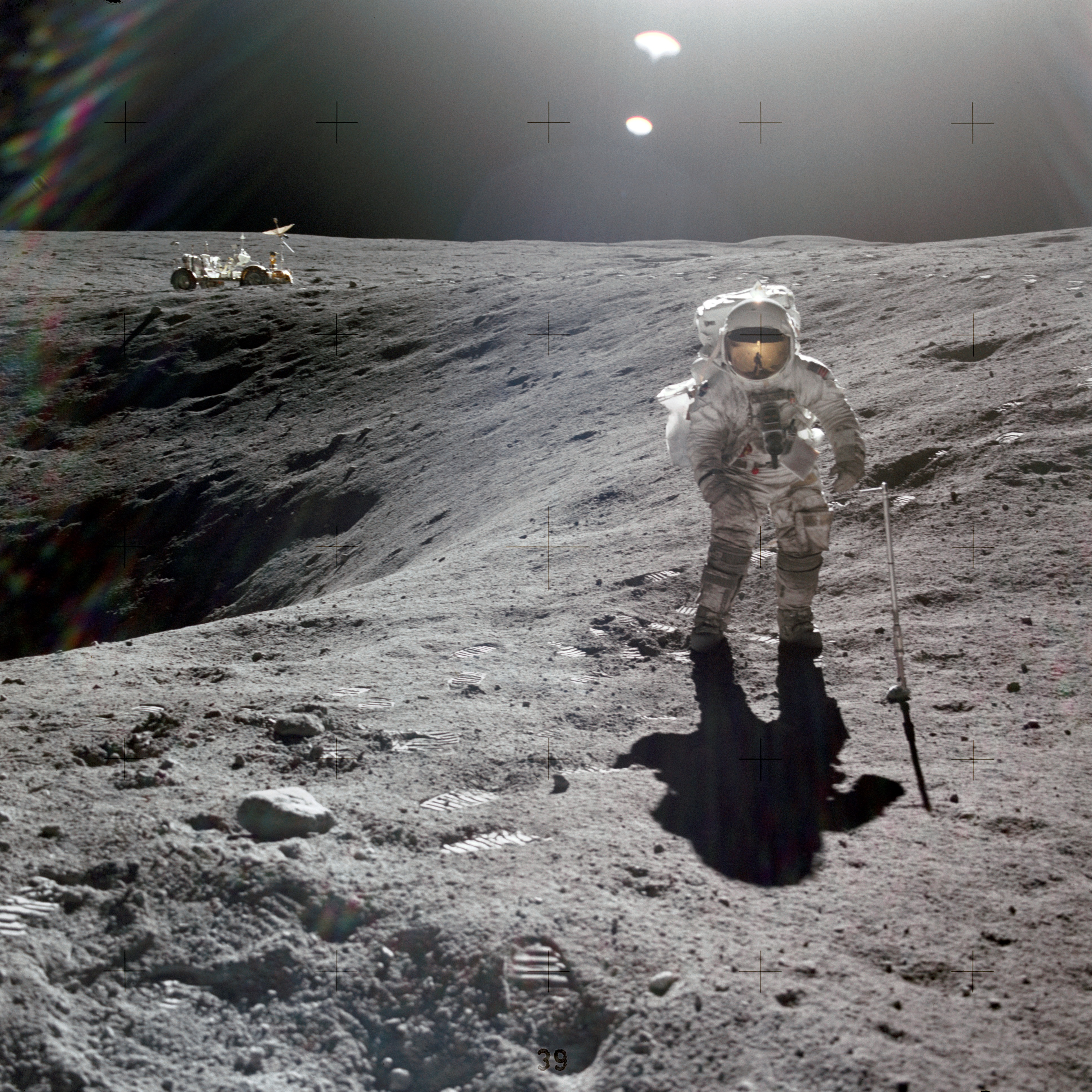
Charlie Duke a Plum kráter szélén, háttérben a Roverrel

Az első állomás mintegy 1400 méterre volt a holdkomptól (azaz a holdjáróval elhajtottak a legtávolabbi pontra, ahová eljutni terveztek és onnan kezdtek visszafelé közelíteni az Orionhoz), és nagyon közel a Plum (Szilva) kráter nyugati pereméhez. A Plum a hatalmas, öreg és sekély Flag (Zászló) kráter peremén ülő friss becsapódásnyom volt, ilyen helyektől várták a legértékesebb kőzetmintákat a kutatók. A helynek azért tulajdonítottak különösebb jelentőséget, mert a feltételezések szerint a Flag lyukat ütött az ősi Cayley kőzetlemezen, a Plum pedig még frissebb nyomot hagyott a Flag-on, így duplán jó helyen képzett „természetes mélyfúrást”. Az űrhajósok itt vették az első dokumentált kőzetmintáikat – amelyeket azért nevez a szakma dokumentáltnak, mert ilyenkor gondosan külön sorszámmal ellátott zsákba teszik a kőzeteket és a helyszínt lefényképezik a mintavétel előtt és után, azaz később pontosan tudni lehet, hogy honnan, milyen körülmények közül származik egy-egy kőzetminta. Erről a mintavételi helyről származik az egész Apollo-program legnagyobb – 11,7 kg-os – kőzetmintája, a Big Muley nevű breccsa (amely a nevét a földi geológiai kutatócsoport vezetőjéről, Bill Muehlbergerről kapta). E mellett panorámafotókat és sztereofotókat készített Young és Duke.

##### 2-es állomás – Buster kráter
A második megállás a visszaút kétharmadánál, hozzávetőleg 550 méterre az Oriontól volt, nyugat felé, a Buster (Kisöcsi) kráter déli peremén. Ezen a helyen végezte el Young az első hordozható magnetométeres mérést, valamint kőzetmintákat vettek és fényképeket készítettek. Ez utóbbiak készítési módja hármas volt: egyrészt a normál objektívvel készültek a műveleteket megörökítő fotók, de 500 mm-es teleobjektívvel is készítettek távoli felvételeket (a leszállóhelyet egyik oldalról övező Stone Mountainről, illetve a leszállóhely egyik legnagyobb kráterképződményéről, a South Ray (Déli sugár) kráterről), illetőleg panorámafelvételek is készültek, amelyeket később a Földön montíroztak egybe a táj bemutatására. Ekkor az időhiány miatt egy tervezett későbbi mintavételi megállót a Spook (Kísértet) kráter peremén kihagytak, és visszatértek a holdkomphoz.

##### 3-as állomás – Az ALSEP felállítási helye/LM
A holdséta utolsó mozzanataként visszatértek az ALSEP felállítási helye közelébe és a hely illetve a holdkomp között kerestek egy viszonylag simább térséget, ahol a holdjárót vetették alá egy tesztnek. A földi mérnököknek szüksége volt valamiféle képre arról, hogy hogyan működik a holdi körülmények között a Rover, ezért a két űrhajós feladatul kapta, hogy filmezzék le menet közben a holdjárót. Ezért Duke kiszállt és kezébe vett egy 16 mm-es filmfelvevőt, majd Young a közelében elkezdett fel alá hajtani, hogy bemutassa a jármű mozgását. Ennek végeztével a két űrhajós visszatért a holdkomphoz, majd a tevékenység rövid lezárását követően (lényegében a mintákat pakolták be az űrhajóba), visszaszálltak a holdkompba. Young és Duke összesen 7 óra 11 percet töltött kinn a holdfelszínen. Az irányítás az űrhajósok geológiai leírásából már ekkor tudta, hogy a célt nem fogják teljesíteni, a leszállóhelyen a vulkanizmusnak semmiféle nyoma nem volt.

### Második holdséta
A második holdsétát egy alvási periódust követően hajtották végre az űrhajósok. A repüléstervezők erre a holdsétára állították össze a legkomplexebb kutatási programot. A cél a Stone Mountain magaslata volt, ahonnan egyrészt be lehetett látni az egész völgyet, másrészt a legjobb bizonyítékokat lehetett szerezni a vulkánosságot illetően. A leszállási késedelem miatt kényszerűen átalakított napirendet a kiszállás előtt egyeztették az űrhajósok az irányítással.

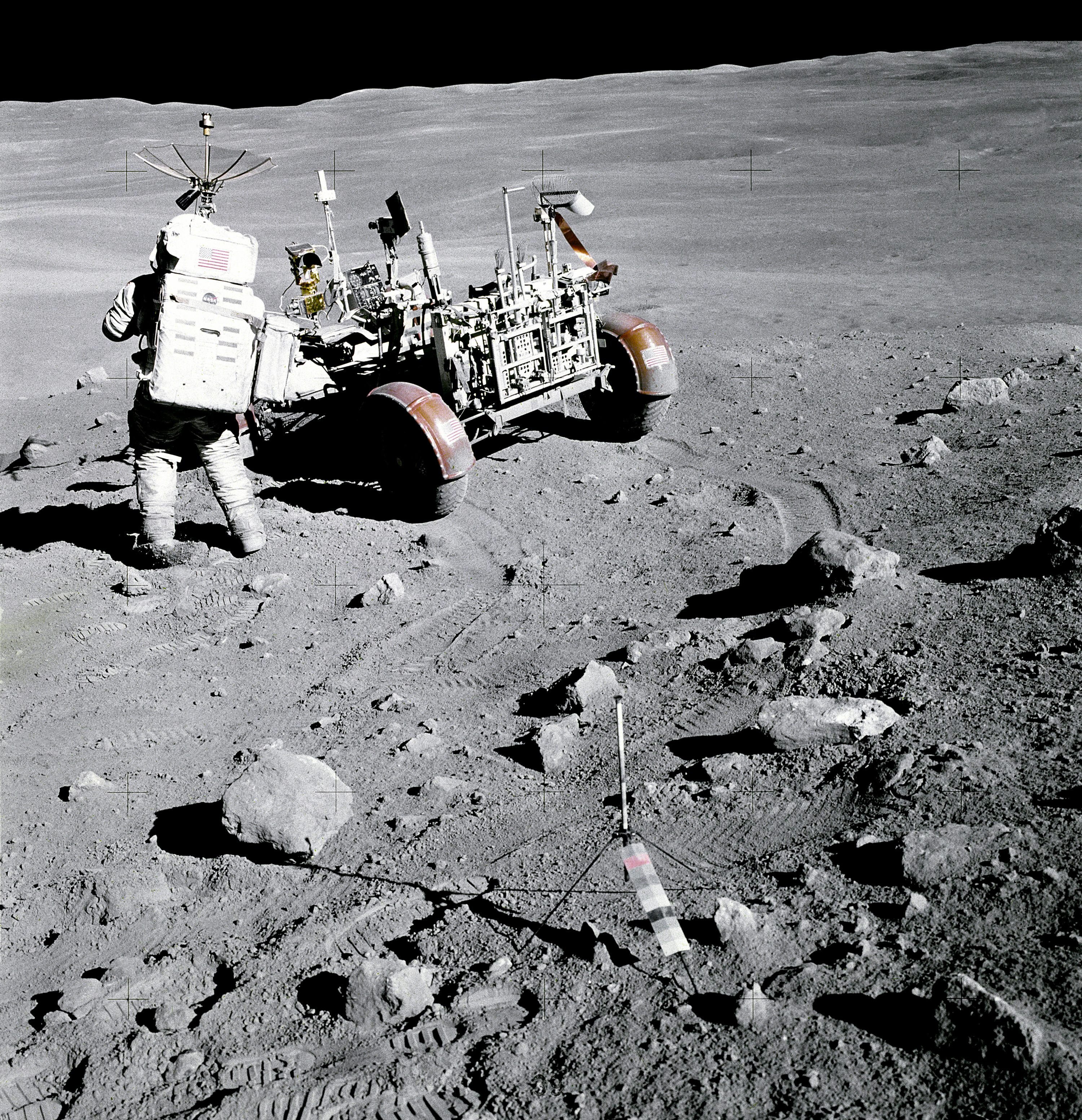
Duke a Rover mellett a 4-es állomáson. Ez a fotó a holdra szállást tagadók egyik legtöbbet idézett képe, mivel a sajtóban körbejárt egy korai kép, amelyen a bal alsó részen lévő legnagyobb kövön egy C betű volt látható.

#### 4-es állomás – Cinco (Ötös) kráter (Stone Mountain)
Az első geológiai megálló egy kráterformáció volt fenn a Stone Mountain lejtőjén, a Cinco kráter, amely öt kisebb, egymás közeli becsapódásnyomból állt. Ehhez 3,8 kilométerre távolodtak el a holdkomptól és 152 méterre emelkedtek a völgy aljához képest (később ez lett az űrhajós által elért legmagasabb holdfelszíni pont az Apollo–program során). Innen kiváló kilátás nyílott a völgyre és a legfőbb látványosságra, a South Ray kráterre. Az űrhajósok két helyszínen is vettek mintákat, köztük egy dupla hosszú mélymintát, illetve árkot ásva is szedtek talajmintát. Emellett 500 mm-es teleobjektíves és normál gyújtótávolságú panorámafelvételeket is készítettek Hasselblad gépeikkel. A megállást végül négy penetrométeres méréssel fejezték be. Ötvennégy percet töltöttek el itt.

#### 5-ös állomás – A Stone Mountain lejtője
A következő állomás a lejtőn lefelé ereszkedve adódott, a hegység lejtőjén, kb. fél kilométerrel az első megálló mellett. Ez a megállás egy apró, 20 méter átmérőjű, sekély, név nélküli kráter mellett történt, ahol azt remélték, hogy a Descartes vidék ősi anyagát nem szennyezte be a környéket uraló South Ray kráter anyagkidobódása. Bár a geológusok később nem tudták kétséget kizáróan megállapítani, de úgy összegezték az itteni mintavételt, mint amelynek darabjai nagy valószínűséggel a Descartes-ról származnak. 40 percnyi munkával itt is mintákat vettek, panorámafotókat készítettek, valamint elvégezték az első méréseket a hordozható magnetométerrel. Az egyetlen probléma, ami itt hátráltatta őket, hogy elromlott a Rover lejtőmérője, ám az Apollo–15 lejtős geológiai kutatóállomásain szerzett tapasztalatok birtokában gond nélkül vették az akadályokat az űrhajósok.

#### 6-os állomás – A Stone Mountain lába
A harmadik állomás lenn a hegység lábánál volt, ahol egy másik geológiai képződmény, a Cayley formáció anyagát vélték felfedezni, mivel itt megváltozott a talaj szerkezete az addigiakhoz képest, sokkal keményebb felszínre találtak. Itt egy még jelentéktelenebb, mindössze 10 méteres kráter jelölte ki a megállóhelyet. Itt is a szokásos mintavétel és panorámafelvételek készítése volt a program.

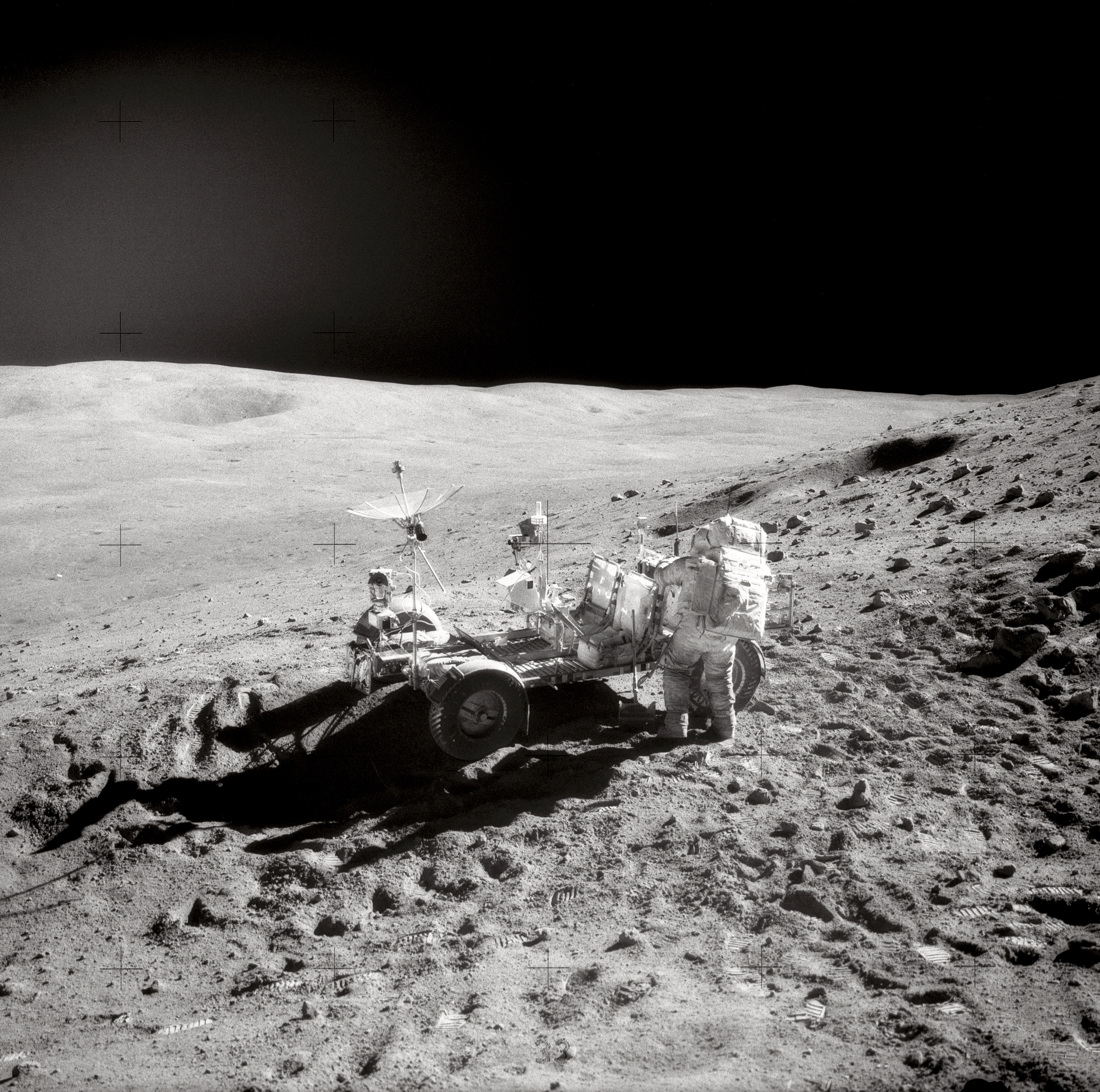
John Young és a Rover a Stone Mountain lejtőjén

#### 8-as állomás – Wreck (Roncs) kráter
Időtakarékossági okokból elhagyták a tervekben szereplő 7-es állomást, és egyből egy nagyobb, de sekély kráterhez, a Wreck kráterhez hajtottak, amely kb. 2,8 kilométerre volt az Oriontól. Ez volt az egyik legkülönlegesebb megállóhely az egész küldetés során. Egyrészt ezen a helyen a szokásokkal ellentétben megengedték az űrhajósoknak, hogy bemásszanak egy kráter belsejébe (a NASA attól félt, hogy nem tudnak majd kimászni, ezért a legritkább esetben engedte az űrhajósokat egy ilyen mélyedésbe). Ezen a helyen húzódott keresztül a már említett South Ray kráter egyik anyagkidobódási sugársávja, így ebből is tudtak az űrhajósok mintákat venni. Illetve itt kapta meg a kegyelemdöfést az eredeti elképzelés, az esetleg sokáig aktív vulkáni működés, amikor az űrhajósok találtak egy plagioklásszal teli kristályos kőzetet, egy anortozit darabot, amely a Hold legősibb kőzetanyagából származott, és nem alakította át semmilyen vulkáni működés. Az űrhajósok ismét dupla mélységű mélymintát vettek, panorámafotókat készítettek és egyesével dokumentált kőzetmintákat zsákoltak be.

#### 9-es állomás
A soron következő állomást nem egy geológiai jellegzetesség (kráter, vagy más) mellett, hanem egy „Üres Parkoló” néven illetett sík, jellegzetesség nélküli területen jelölték ki. Erről a helyről azt tartották a geológusok, hogy mentes a South Ray kráter anyagkidobódásától. Az űrhajósok 40 percet töltöttek el ezen a helyen kutatómunkával. Ennek keretében sziklákból gyűjtöttek dokumentált mintákat, mélymintavevővel vettek talajmintát, két sima felszíni talajmintára, valamint egy felfordított kő alól egy különleges talajmintára tettek szert. A szokásos panorámafotót is elkészítették.

#### 10-es állomás – ALSEP/LM helye
A holdséta legutolsó állomása az ALSEP telepítési helye és a holdkomp között félúton volt. Itt normál kőzetmintákat és mélymintákat vettek, egy vonal mentén 50 méteres távon különböző helyeken penetrométerrel mérték a talaj tulajdonságait. A penetrométer egyfajta talajmechanikai mérőeszköz volt (magukat a talajmechanikai, ásással járó kísérleteket időtakarékosságból törölték), amellyel rudakat mélyesztettek a talajba és mérték a felület és a különböző mélyebb rétegek ellenállását. Ezen az állomáshelyen 5 mérést végeztek – míg korábban a 4-es állomásnál 4-et. És végül a szokásos panorámafelvételekkel zárták a tevékenységüket, mielőtt visszatértek volna a holdkomphoz.

### Harmadik holdséta

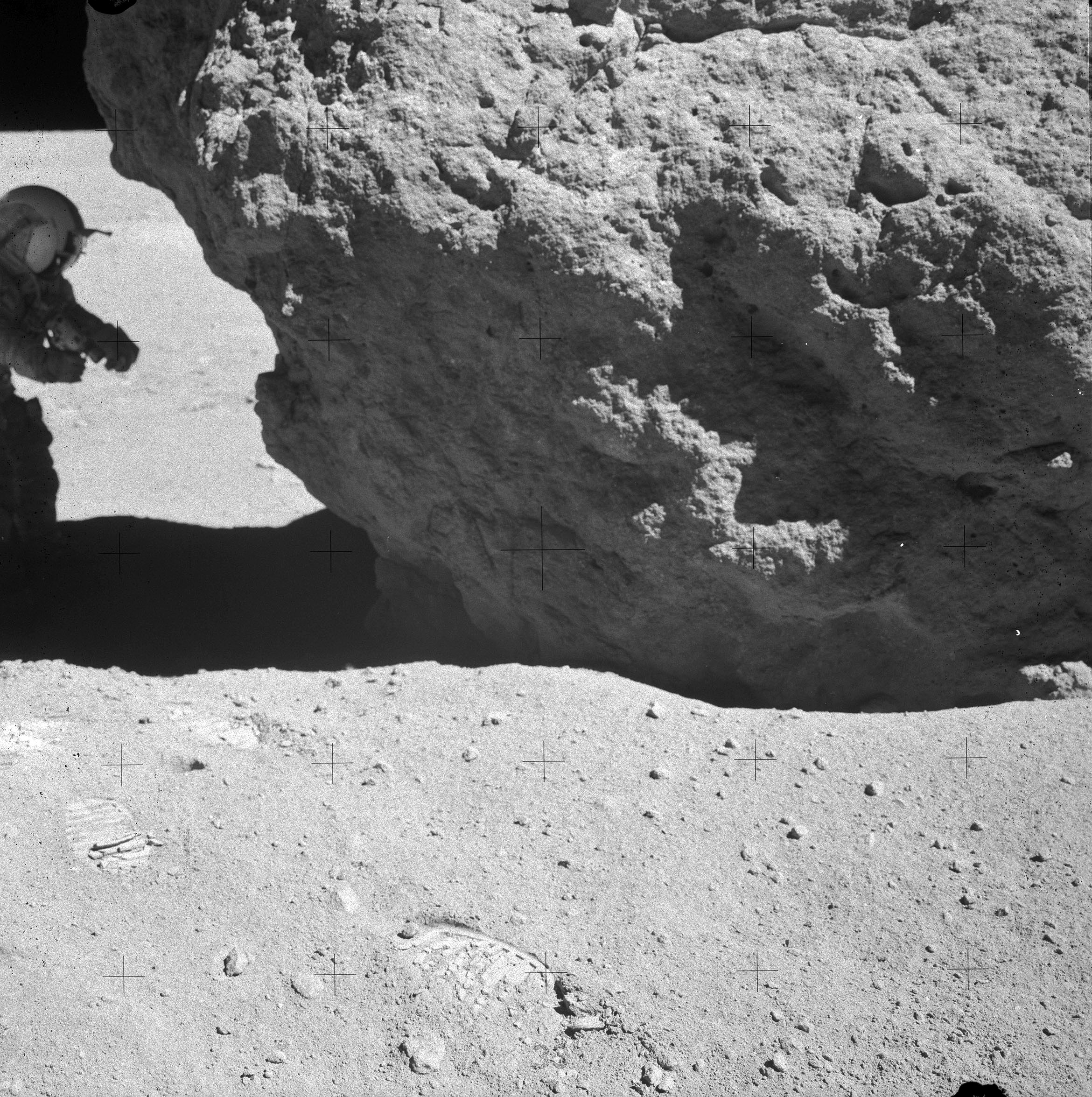
Charlie Duke a Shadow Rocknál

A harmadik holdséta sorsa lényegében a leszálláskor már eldőlt. A leszállás közel 6 órás késedelme előre vetítette, hogy a holdfelszíni tartózkodást kell megkurtítani és ennek lehetősége az utolsó, harmadik holdsétára érkezett el. A lehetőségek között volt egy olyan is, amely a teljes holdsétát törölte volna (a tervezett 7 órás kiszállásból 6-ot fecséreltek el a leszállás halasztásával, tehát ez is logikus lett volna), ám a készletek (elsősorban az oxigén) gondos számbavétele alapján és a geológusok könyörgésére egy rövidített holdséta mellett döntött az irányítás. A kiszállás egyetlen célpontot kapott, a környék legnagyobb kráterét, a kb. 1 km átmérőjű és 230 méter mély North Ray kráter meglátogatását.

#### 11-es és 12-es állomás – North Ray kráter (House Rock)

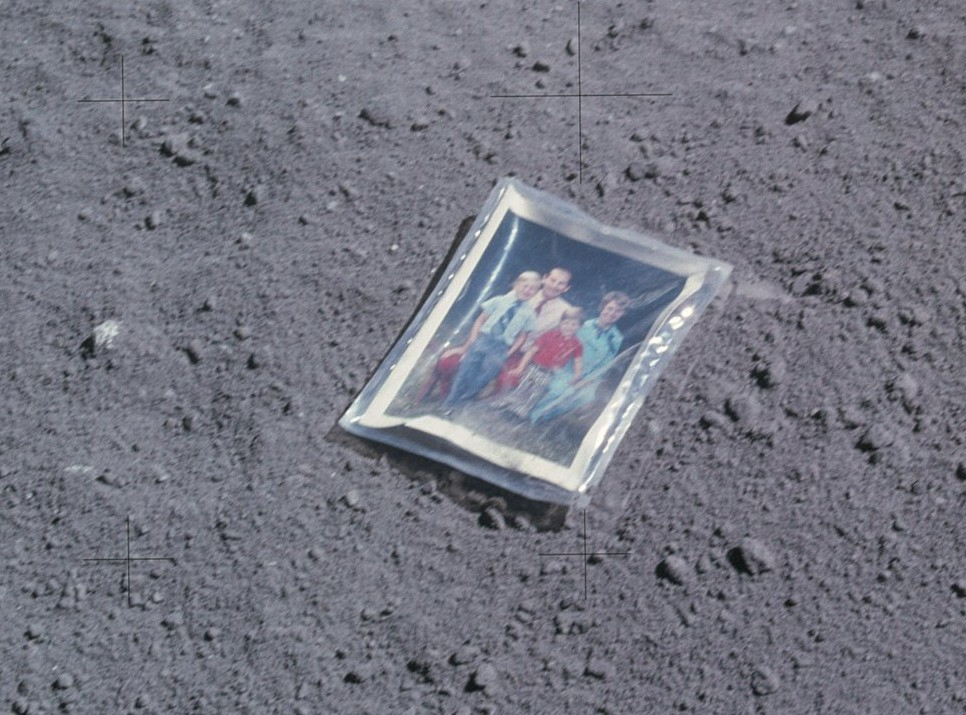
Charlie Duke családjának fényképe a holdfelszínen

Elsőként a holdkompot elhagyva rögtön a North Ray krátert vették célba az űrhajósok és elhajtottak kb. 4,4 kilométerre az űrhajótól északra. Az odaúton megfigyelték, ahogy előbb viszonylag simább terepen, sekélyebb kráterek között haladnak és a kövek, sziklák sem akadályozzák őket, ám lassan, különösen a Palmetto krátert elhagyva a terep egyre hepehupásabbá és nagy kövekkel hintettebbé vált. Megérkezve az első állomásra fényképeket készítettek az 1 km széles mélyedésről. Szokás szerint mintákat vettek, majd 500 mm-es teleobjektíves felvételeket, illetve panorámafotókat készítettek. Emellett készültek még távoli polarimetrikus felvételek is (a közeli ilyen felvételek készítését időtakarékossági okokból elvetették). A kutatómunka közben vettek észre egy hatalmas, négyemeletes háznyi sziklát, amelyhez hamarosan áttették a kutatómunka helyszínét. A sziklát House Rock (Ház szikla) munkanévre keresztelték és darabokat törtek le róla. Már az űrhajósok is úgy látták a helyszíni megfigyelések alapján, hogy ezek a kőzetdarabok is végleg megcáfolták azt, amiért jöttek, a holdi vulkáni működést. A két helyen összesen 1 óra 22 percet töltöttek.

#### 13-as állomás – North Ray kráter (Shadow Rock)
A hatalmas sziklától továbbindultak, és újra egy hatalmas szikla közelében álltak meg. Az út során holdi sebességi rekordot állítottak fel, amikor 17,1 km/h becsült sebességre gyorsultak a Roverrel. Kb. 500 métert tettek meg, amikor felfedezték a Shadow Rockot (Árnyék szikla), egy hatalmas kőzetdarabot, amely alatt a napszéltől, mikrometeoritoktól örökké leárnyékolt részt találtak, és vettek is mintát ebből a védett talajból. Emellett magnetométeres méréseket is végeztek, valamint olyan mintákat is vettek, amelyeket kibélelt zsákokba helyeztek, amelyek megvédték a kőzetek felületét a további lecsiszolódástól, ahogy egymásra voltak dobálva a mintás zsákok a holdjáróban, aztán majd később a holdkompban. Szokás szerint a panorámafotók zárták az állomáson végzett munkát.

#### 10-es állomás
A geológiai kutatómunka befejeződött a Shadow Rocknál. Az űrhajósok óriási találékonyságról tettek tanúbizonyságot, mivel amikor a kiképzésükben szereplő vulkáni működés bizonyítékait nem találták, összeállítottak egy olyan mintakollekciót, amely tükrözte a helyszín valódi (a Hold legősibb háborítatlan felföldjeinek) jellemzőit. A kutatómunka végén Young és Duke még egyszer visszatért az ALSEP-hez, majd a műszerek felállítási helye és a holdkomp között egyszer már meglátogatott állomásra. Az ALSEP-nél még aktiváltak néhány kísérletet (elsősorban az aktív szeizmikus megfigyelésekhez szükséges tölteteket), majd az utolsó megállóhelyen még dupla mélységű mélymintát vettek, panoráma- és teleobjektíves fotókat készítettek.
Ezt követően visszatértek a holdkomphoz, ahol még további mintavételek következtek, majd beszedték a napszélgyűjtő fóliát, a kozmikussugárzás-érzékelőt és a filmet az ultraibolya kamerából. Kipakolták a Rovert is, és a tudományos anyagot bepakolták a holdkompba. Ezt követően az űrhajósok szétváltak. Duke egy apró privát ceremónia keretében kissé arrább ment a holdkomptól és a holdporba dobta a családja fényképét és az Egyesült Államok Légiereje emlékérmét. Young pedig arrébb hajtott a Roverrel, annak végső parkolóhelyére, kb. 90 méterre az űrhajótól, egyrészt, hogy a felszálláskor a holdkomp hajtóművének gázsugara ne érintse a járművet, másrészt, hogy a Roverre szerelt kamerával távirányítással a földi irányítóközpont végignézhesse a holdkomp felszállását. Mikor ezeket a tevékenységeket elvégezték, végül 5 óra 40 perc után visszaszálltak az Orionba.
Az űrhajósokat mindössze egyetlen nagyobb kellemetlenség érte a Holdon: a túlzott narancsléfogyasztás. Az Apollo–15 repülés során Jim Irwint például maradandó szívkárosodás érte a kevés káliumbevitel miatt (amit a későbbi elemzés állapított meg), így ennek megelőzésére az Apollo–16 esetében különös gondot fordítottak. Young és Duke narancslébe keverve kapta meg a káliumadagját, ám a savas ivólé gyomorproblémákat, felfúvódást okozott, az űrhajósok emiatt diszkomfort érzésről panaszkodtak.
Végül összesen 20 óra 14 perc 14 másodpercnyi EVA időt töltöttek az űrhajósok a holdfelszínen, 26,7 kilométert tettek meg a holdjáróval és 95,71 kilogramm kőzetet és talajmintát gyűjtöttek. A Holdon összesen 71 óra 2 percet töltöttek el, amikor az Orion felszállófokozatának hajtóműve a fenn keringő Casper felé indította őket.

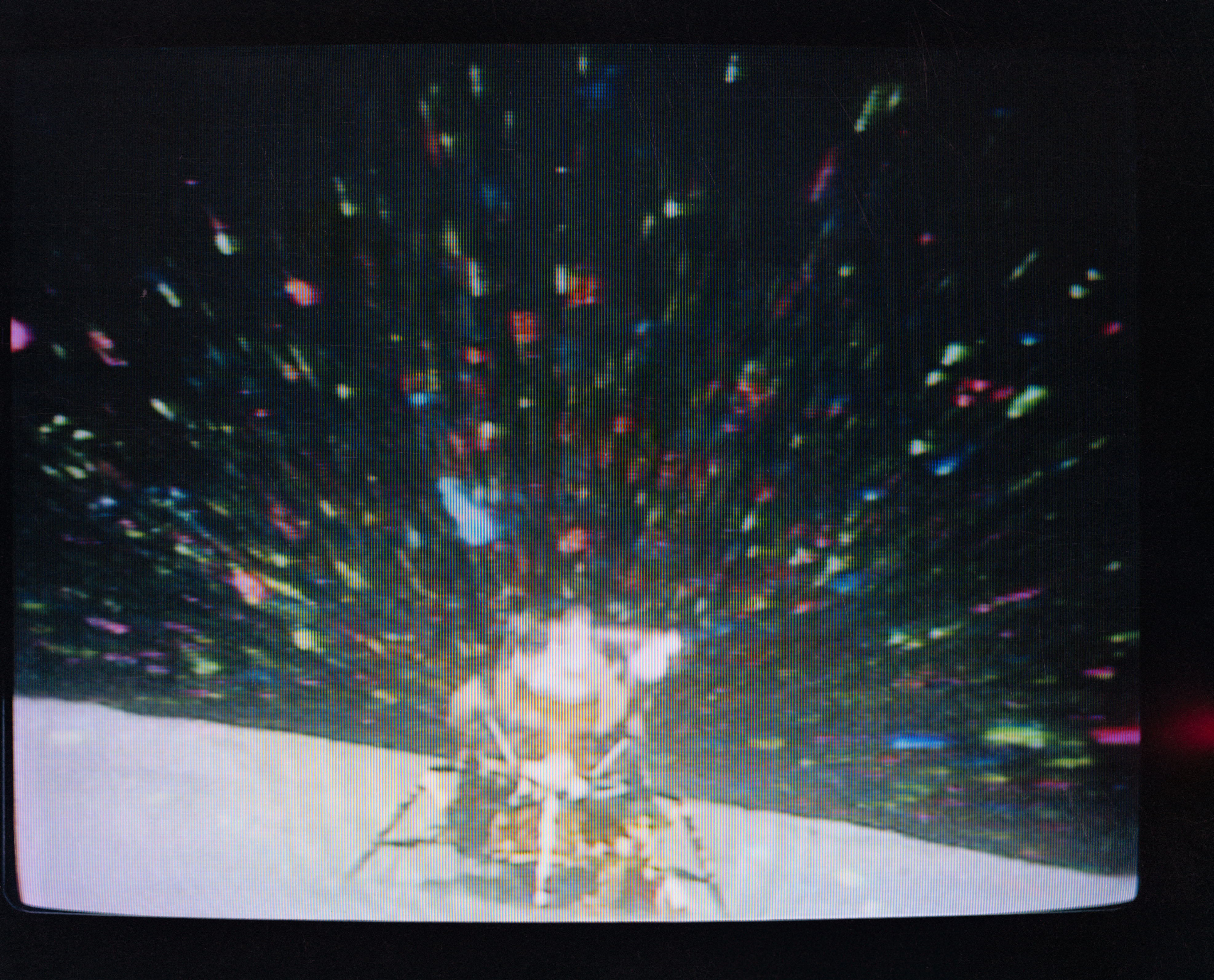
Az Apollo–16 holdi startja a Rover kameráján át nézve

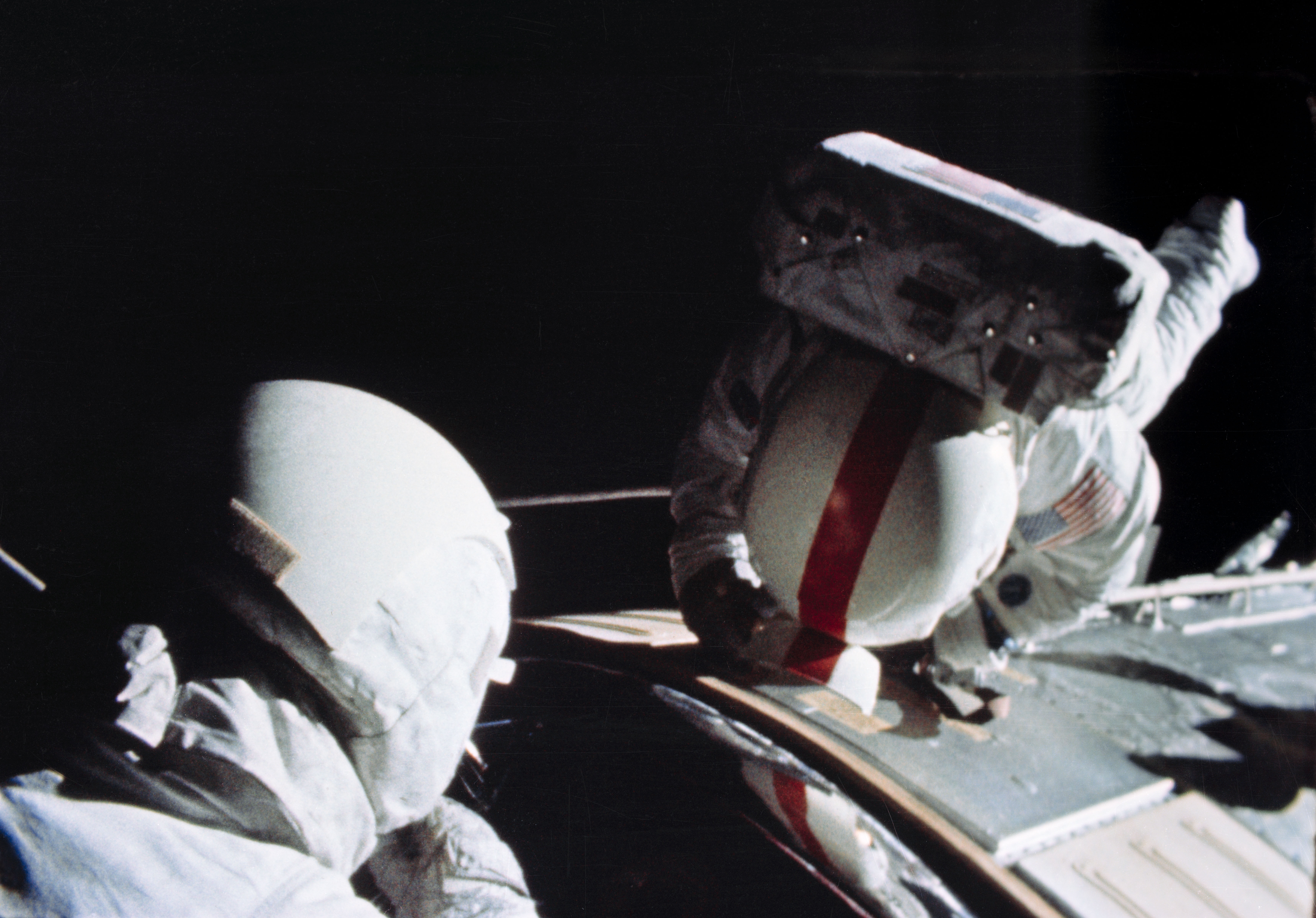
Ken Mattingly űrsétát hajt végre a Holdról hazaúton

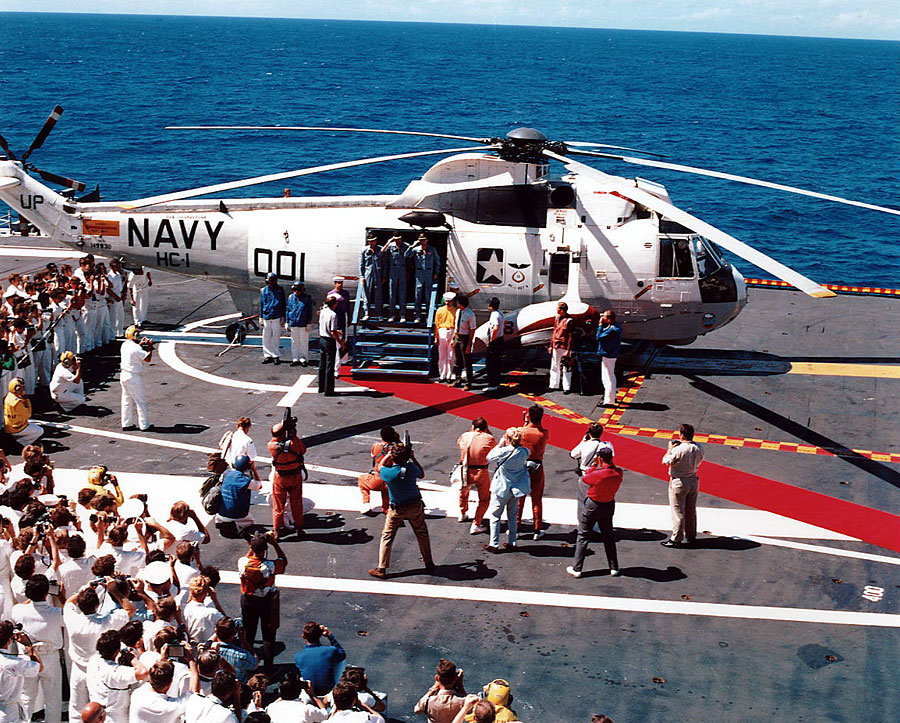
A hazatért űrhajósok a USS Ticonderoga fedélzetén

### Visszatérés, hazaút
A harmadik holdsétát követően azonnal elkezdődött a felszállás előkészítése, majd amikor minden készen állt, Jim Irwin megadta az irányítás részéről a felszállási engedélyt, 8 perccel a tényleges startidőpont előtt. Két perccel a start előtt a legénység aktiválta a fő élesítő”gombot (ami aktiválta a szétválasztás végző piropatronokat, valamint a hajtómű reaktív szelepeit), valamint a fokozatszétválasztás” gombot (amely felrobbantotta a piropatronokat, elválasztva a holdkomp felszálló és leszállófokozatát, valamint egy guillotine-szerű szerkezet elvágta a holdkomp két részegységét összekötő kábeleket). Ezt követően minden további lépést a helyi számítógép irányított. Hat perc kellett hozzá, hogy a hajtómű holdi orbitális sebességre gyorsítsa a kabint, Young és Duke Hold körüli pályára álljon, várva Mattingly-t a parancsnoki űrhajóval.
A két űrhajó dokkolása rutinszerűen, tökéletesen megtörtént az első keringés során, majd elkezdődött a minták és egyéb hazahozandó felszerelések átpakolása és az átszállás. Az átpakoláshoz a meglehetősen poros, piszkos holdkompot megpróbálták kitakarítani, hogy minél kevesebb port, szennyeződést vigyenek át az anyaűrhajóba, de ez a törekvésük nem járt sikerrel, egy idő után a CSM-ben is hatalmas porfelhő lebegett, amelyet a parancsnoki egység porszívójával is megpróbáltak elhárítani (az erőfeszítés azért volt ilyen komoly, mert a lebegő porszemcsék bejuthattak az űrhajó műszerfalának elektromos csatlakozásaiba, meghibásodásokat okozva).
Az átpakolást és átszállást követően az irányítás aludni rendelte a legénységet, a holdkompot csak később választhatták le. Az alvási periódus után leválasztották az Oriont, amelyet az irányítás a Holdnak akart ütköztetni, hogy ezzel az érzékelők számára mesterséges meteoritbecsapódást keltsenek. Azonban a leválasztás után hiba lépett fel, a holdkomp elkezdett bukdácsolni és a megfelelő rakétaindítás sem ment végbe rendesen, ami a kívánt ütközőpályára állította volna a kabint, ezért az Orion továbbra is keringésben maradt és csak egy évvel később csapódott a holdfelszínbe. Az irányítás már az összekapcsolódáskor úgy döntött, hogy a Casper lehetséges hajtóműhibája miatt nem nyújtja tovább a küldetést, törli a még tervezett, keringésből végzett kutatómunkát és azonnal hazavezényli az Apollo–16-ot. Ezért az űrhajósok a holdkomp leválasztását követően hazafelé készülődtek. Egyetlen feladatot hajtottak végre, a SIM műszerrekeszben magukkal vitt kis miniműholdat állították pályára (azonban mivel ehhez egy kissé más pályán kellett volna keringeniük az eredeti kutatási terv szerint, az így pályára állított műhold élettartama megfeleződött). Öt órával később, a 65. holdkörüli keringés során aztán beindították az anyaűrhajó SPS hajtóművét, amely a korábbi hiba ellenére most tökéletesen működött, és a Casper a hazavezető irányra állt.
A hazaúton egyetlen nagyobb feladat volt, a SIM műszerrekesz mérési eredményeit tartalmazó kazettát kellett kivenni az adatrögzítőből és visszahozni a kabinba. Ez a parancsnoki egység pilótája, Ken Mattingly feladata volt. A 83 perces űrséta alatt Mattingly rendben begyűjtötte a kazettát. Az űrsétát még egy további furcsa mozzanat is színezte. Mattingly korábban elvesztette a jegygyűrűjét az űrhajóban, amely valahová ellebegett és sehogy sem találták. Egészen az utolsó napig, amikor Mattingly elindult az űrsétájára és Charlie Duke a kabinajtón derékig kiemelkedve figyelte társa kinti tevékenységét. Eközben arra lett figyelmes, hogy a nyitott ajtón át az összevissza keresett gyűrű lebegett ki éppen az űrbe. Utánakapott, de nem érte el, szerencsére azonban a gyűrű pont Mattingly irányába haladt tovább, majd annak sisakjáról visszapattant, éppen Duke kinyitott keze felé, aki másodszorra már elkapta és biztonságba helyezte társa számára az ékszert. A másik Apollo–16 specifikus kísérlet az ún. MEED kísérlet volt, amelyet kizárólag ezen a repülésen hajtottak végre és amelyen biofilmen elhelyezett mikrobák viselkedését vizsgálták az űrbeli körülmények, elsősorban a kozmikus sugárzás hatására. A hordozófilmet Mattingly vitte magával az űrsétája során. Az űrsétára 320 000 km-re a Földtől került sor, így máig ez az összesen három „távoli űrben” végrehajtott űrséták egyike.
A hazafelé vezető út többi részében még további kísérleteket végeztek, illetve egy 20 perces sajtókonferenciát is tartottak az előzetesen a houstoni űrközpontnak beküldött újságírói kérdésekre válaszolva. Az egyre gyorsuló űrhajóban – az utolsó, űrben töltött nap végére a Casper 2100 m/s sebességre gyorsult (=7560 km/h) – az űrhajósok elkezdtek készülődni a légkörbe való belépésre. Ehhez a legutolsó napjuk elején egy kisebb, 0,43 m/s nagyságú gyorsító manővert végeztek, hogy a kellő szögben közelítsenek a célpontot jelentő Földhöz. Ekkorra a sebességük tovább – 2700 m/s-ra – növekedett, ahogy a közeledő Föld vonzása egyre nagyobb sebességre bírta az űrhajót. Már csak 10 perc volt a légkörbe való belépésig becsült hátralevő idő, amikor megkapták az engedélyt a műszaki egység leválasztására – amely aztán belépve a légkörbe a súrlódás hőjétől elégett – és csak a kúp alakú parancsnoki kabin repült tovább a leszállási pont irányába. Végül 11 000 m/s (=39 600 km/h) sebességgel érte el a légkört a kabin és kezdett el süllyedni a földfelszín felé. A légköri fékezést a kabin végezte, a mozgási energia hővé alakítását, az űrhajó testén való eloszlatását a hőpajzs végezte. Erre jellemző adat, hogy a fékeződés csúcsán a kabin alja 2480 °C-ra hevült. Végül a tökéletesen működő ejtőernyőrendszer 11 nap 1 óra 51 perc 5 másodperc repülést követően ejtette a Csendes-óceán vizébe a kabint, ahol az USS Ticonderoga anyahajó várta 350 kilométerre délkeletre Kiribati szigetétől. A vízre érkezéstől számított 37 perc múltán a legénység a mentőhajó fedélzetén élvezte a fogadtatást.

## Miniműhold

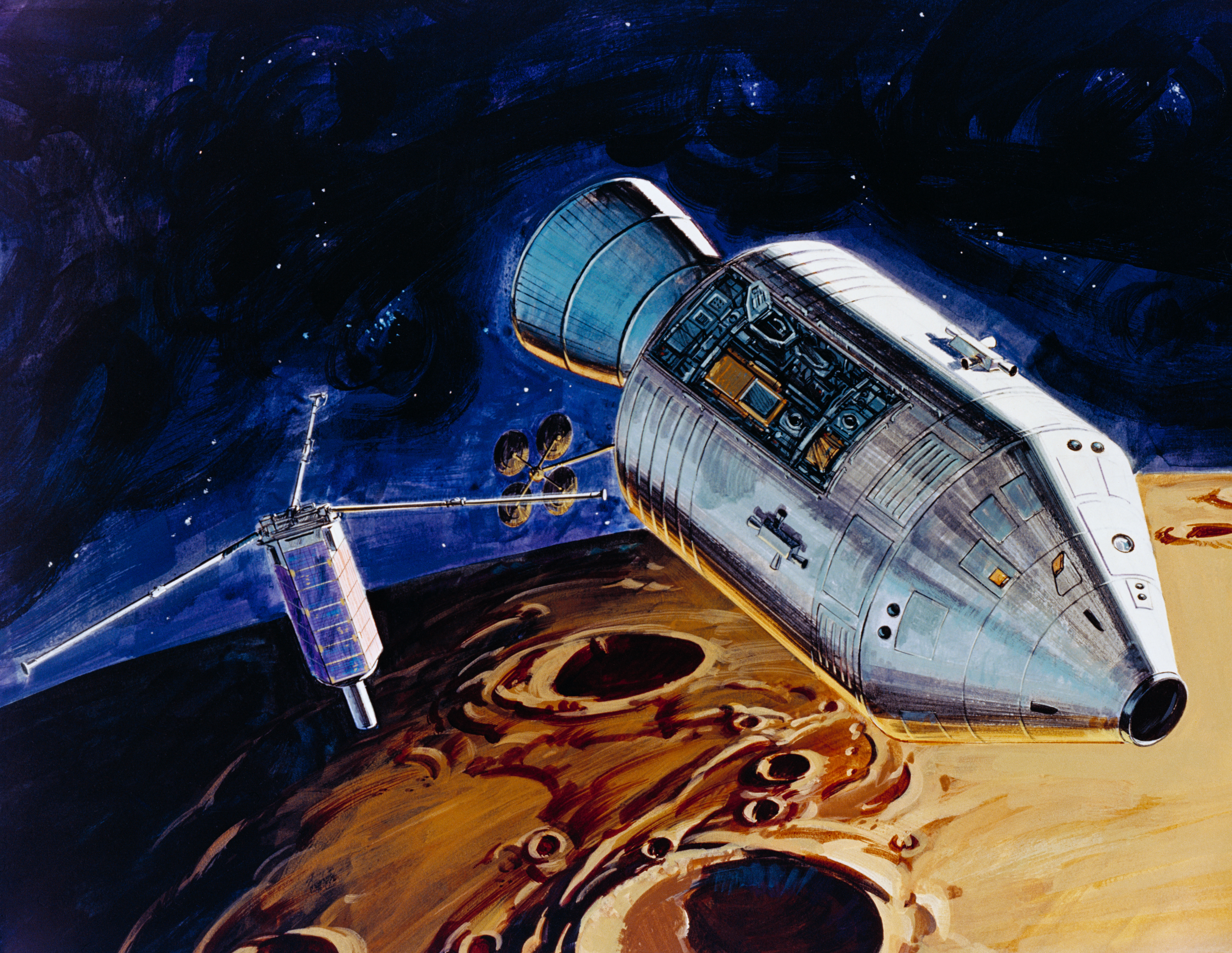
Egy fantáziarajz a szubszatellit pályára állításáról

Az Apollo–16 műveleti tervében szerepelt a Hold körüli pályáról történő megfigyelések sorozata, amelynek kiterjesztése volt egy miniműhold, vagy más néven szubszatellit pályára állítása is, amely az anyaűrhajó hazaindulása után is végzett volna hosszabb távú méréseket. Erre a célra egy 38 kg-os kis műholdat vitt magával az űrhajó, a tudományos műszerek között a SIM rekeszben. Amikor a hajtómű körüli bizonytalanság miatt törölték az anyaűrhajóval végzett megfigyelési programot, döntöttek a szubszatellit – idő előtti – pályára bocsátásáról is. A műhold három paramétert mért:
- S-sávú válaszadó radar: a berendezéssel pontosan meg lehetett határozni az űreszköz helyzetét a Földről is, amellyel kimérhetőek voltak a Hold gravitációs mezejének anomáliái, egyenetlenségei (ismeretes volt már az Apollo-program előttről, hogy a Hold testében nagyobb tömegkoncentrációk, ún. mascon-ok lehetnek, amelyek miatt nem homogén a gravitációs mező, hanem lokálisan hol erősebb, hol gyengébb).[49]
- Magnetométer: a gravitációs mező mellett a kutatók a Hold mágneses mezejére is kíváncsiak voltak. A Holdnak is van mágneses mezeje – igaz sokkal gyengébb, mint a Földnek –, ám ez sokkal dinamikusabban változik, mint a földi, tekintettel arra, hogy a Hold a Föld mágneses mezején belül kering és a keringése során különböző távolságokban különböző zónákon halad át, amely befolyásolja a saját mezejét is. Emellett a holdi mező abban sem hasonlít az anyabolygóéra, hogy ebben a mezőben vannak lokális anomáliák, például az innenső oldalon a Reiner Gamma, a túloldal felett pedig a Van De Graaf kráter felett.[49]
- Töltött részecske érzékelő: a berendezés a Hold felszíne felett áramló elektronok és protonok mennyiségét detektálta. Ezek mennyisége idővel változó képet mutat, ahogy a Hold keresztülhalad a Föld mágneses mezején, illetve a napnál kitörések, vagy éppen csendesebb időszakok tapasztalhatók.[49]

Az Apollo–16 által pályára állított eszköz teljesen megegyezett az Apollo–15 által felvitt eszközzel és hasonló pályára is tervezték állítani, egy 89x122 kilométeres ellipszisre. Ezzel szemben a pályára állításnál hiba történt és a kis műhold pályája gyorsan változni kezdett. 2,5 héttel az útnak indítása után már csak 9,7 kilométer volt a pálya holdközelpontja. Ezután a pálya emelkedni kezdett, egészen 30 kilométerig, majd hamarosan ismét süllyedni kezdett. 1972. május 29-én aztán 425 keringést követően a műhold belecsapódott a Hold felszínébe.

## Repülési adatok
Az űrhajórendszerre vonatkozó adatok:
- Tömeg:
  - Teljes tömeg: 2 921 005 kg
  - Teljes teher: 46 782 kg
    - PM tömege: 30 354 kg, melyből a CM 5840 kg, SM 24 514 kg
    - LM tömege: 16 428 kg, melyből a felszállófokozat 4971 kg, a leszállófokozat 11 457 kg
- Föld megkerülése: 3-szor holdra szállás előtt, hozzávetőlegesen 1-szer visszafelé.
- Hold megkerülése: 64
- Földközel: 166,7 km
- Földtávol: 176,0 km
- Elhajlás: 32,5°
- Orbitális keringési idő: 87,85 perc
- Holdközel: 107,6 km
- Holdtávol: 315,4 km
- Elhajlás: 168°
- Keringési idő: 120 perc
- Landolás helye: 8.97301° S – 15.50019° E vagy
 8° 58' 22,84" S – 15° 30' 0,68" E
- Megtett távolság a Holdon: 26 km
- Összegyűjtött Holdkőzet: 96 kg
- Legnagyobb sebesség a holdjáróval: 18 km/h

### HM – PM kapcsolódása
Hold körüli keringési adatok:
- Szétválás: 1972. április 20. – 18:07:31 UTC
- Újrakapcsolódás: 1972. április 24. – 03:35:18 UTC

### Holdséták
Holdfelszíni tevékenység adatai:
- Young és Duke – EVA 1
- EVA 1 kezdete: 1972. április 21., 16:47:28 UTC
- EVA 1 vége: április 21., 23:58:40 UTC
- Időtartam: 7 h, 11 min, 02 s
- Young és Duke – EVA 2
- EVA 2 kezdete: 1972. április 22., 16:33:35 UTC
- EVA 2 vége: április 22., 23:56:44 UTC
- Időtartam: 7 h, 23 min, 09 s
- Young és Duke – EVA 3
- EVA 3 kezdete: 1972. április 23., 15:25:28 UTC
- EVA 3 vége: április 23., 21:05:31 UTC
- Időtartam: 5 h, 40 min, 03 s

### Űrséták
Egyéb tevékenység adatai:
- Mattingly  – EVA 4
- EVA 4 kezdete: 1972. április 25., 20:33:46 UTC
- EVA 4 vége: április 25., 21:57:28 UTC
- Időtartam: 1 h, 23 min, 42 s